# NASCAR Cup Series 2022

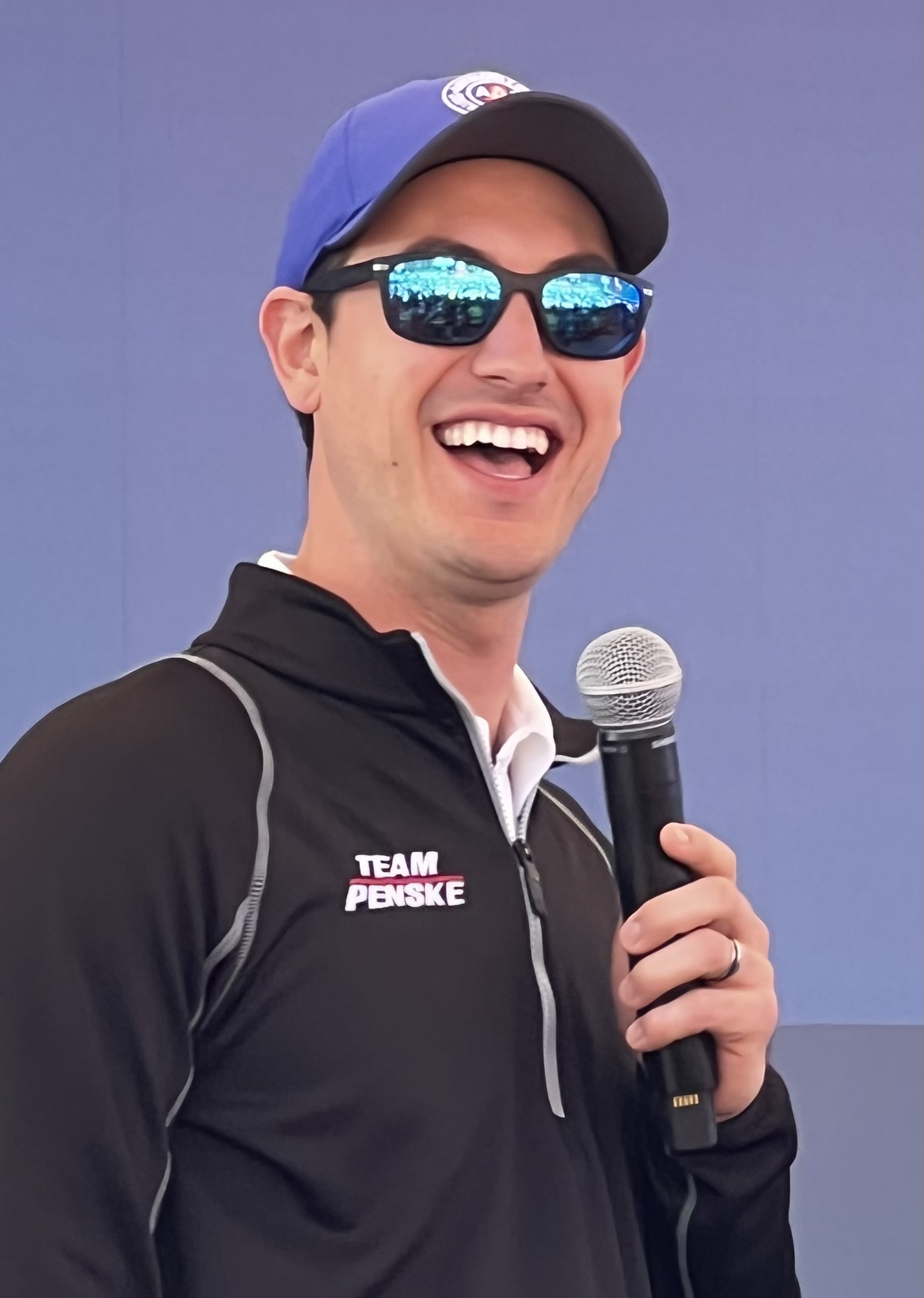
Joey Logano, il campione 2022.

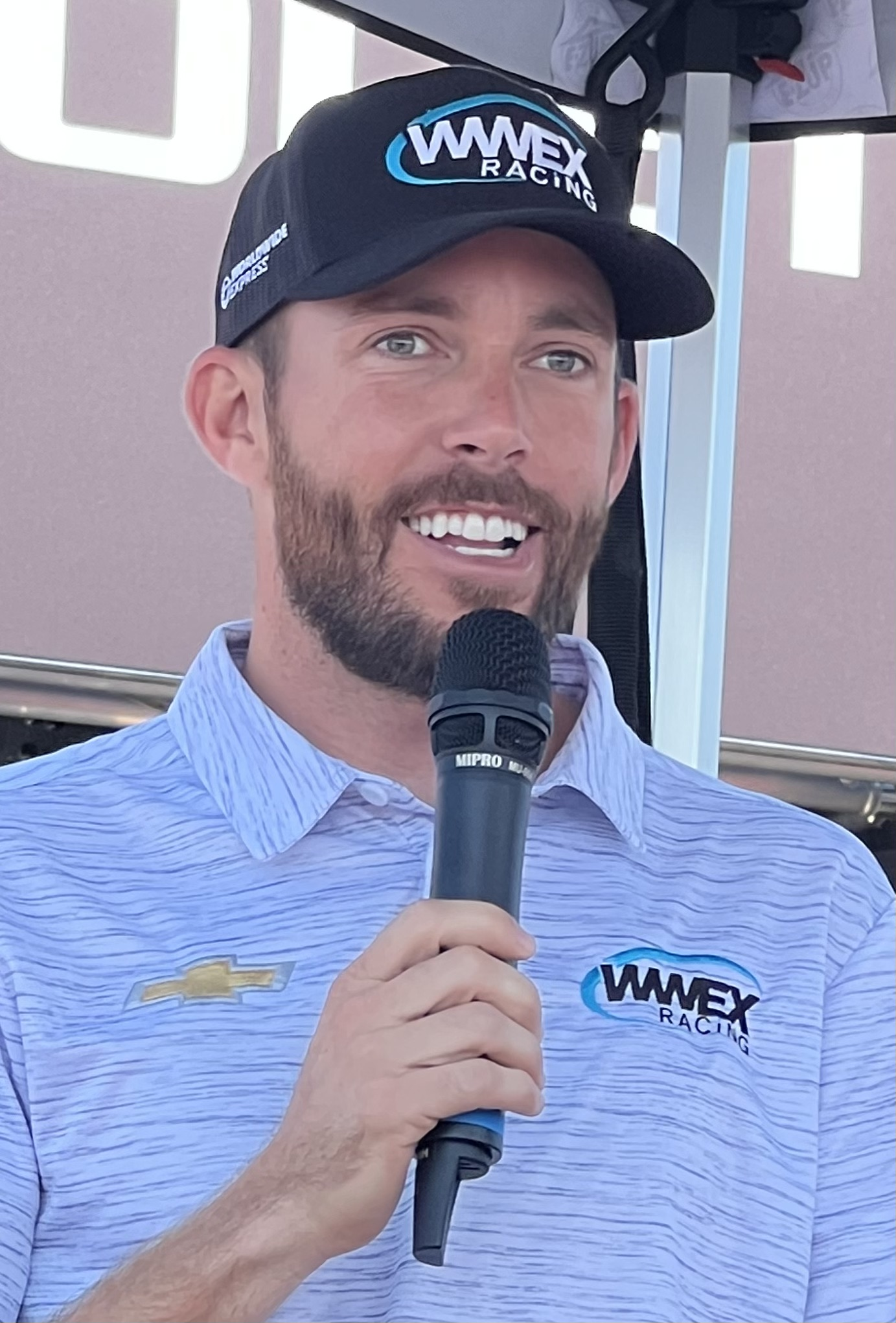
Ross Chastain, è arrivato secondo dietro a Logano in campionato.

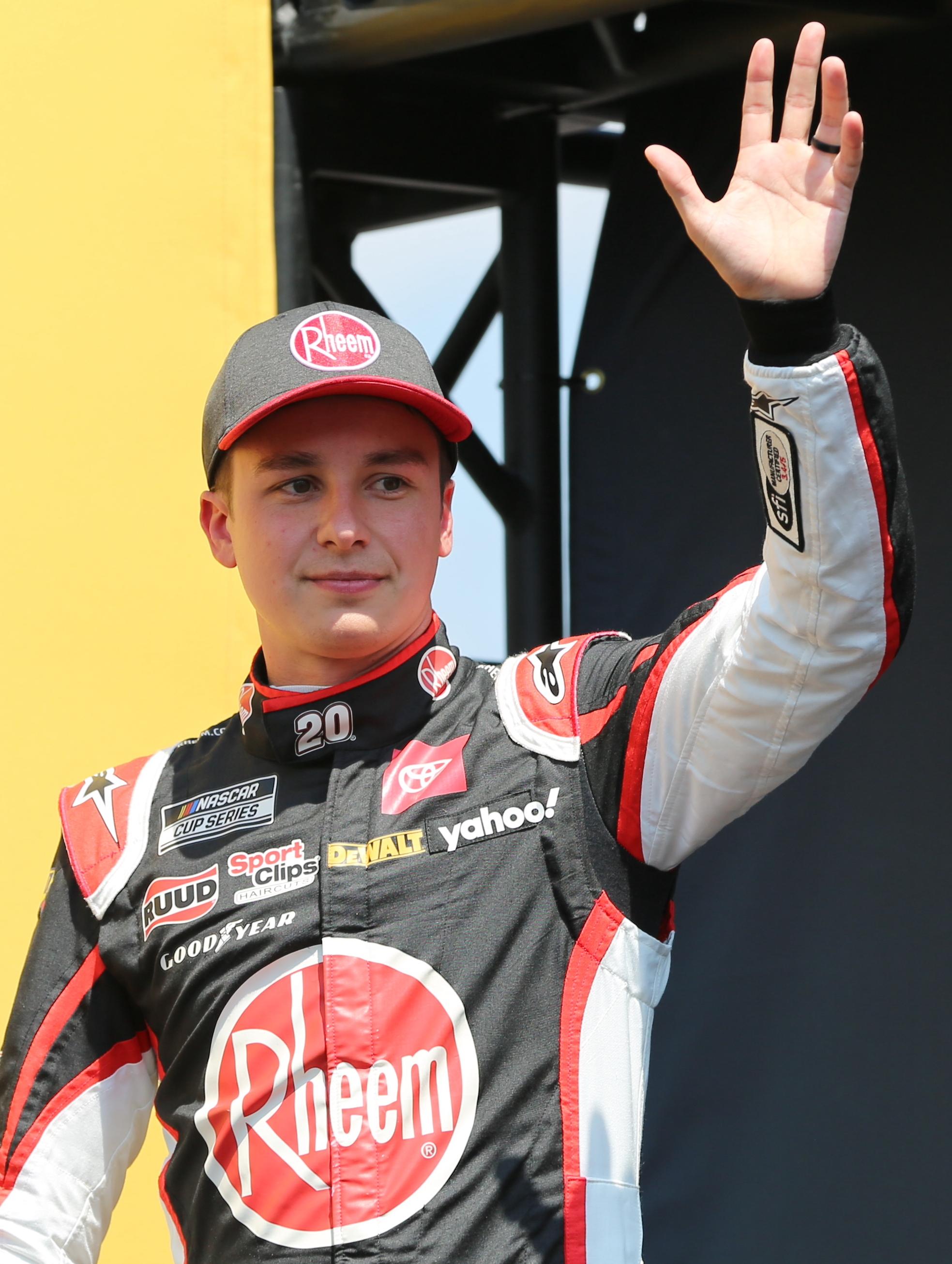
Christopher Bell, è arrivato terzo in campionato.

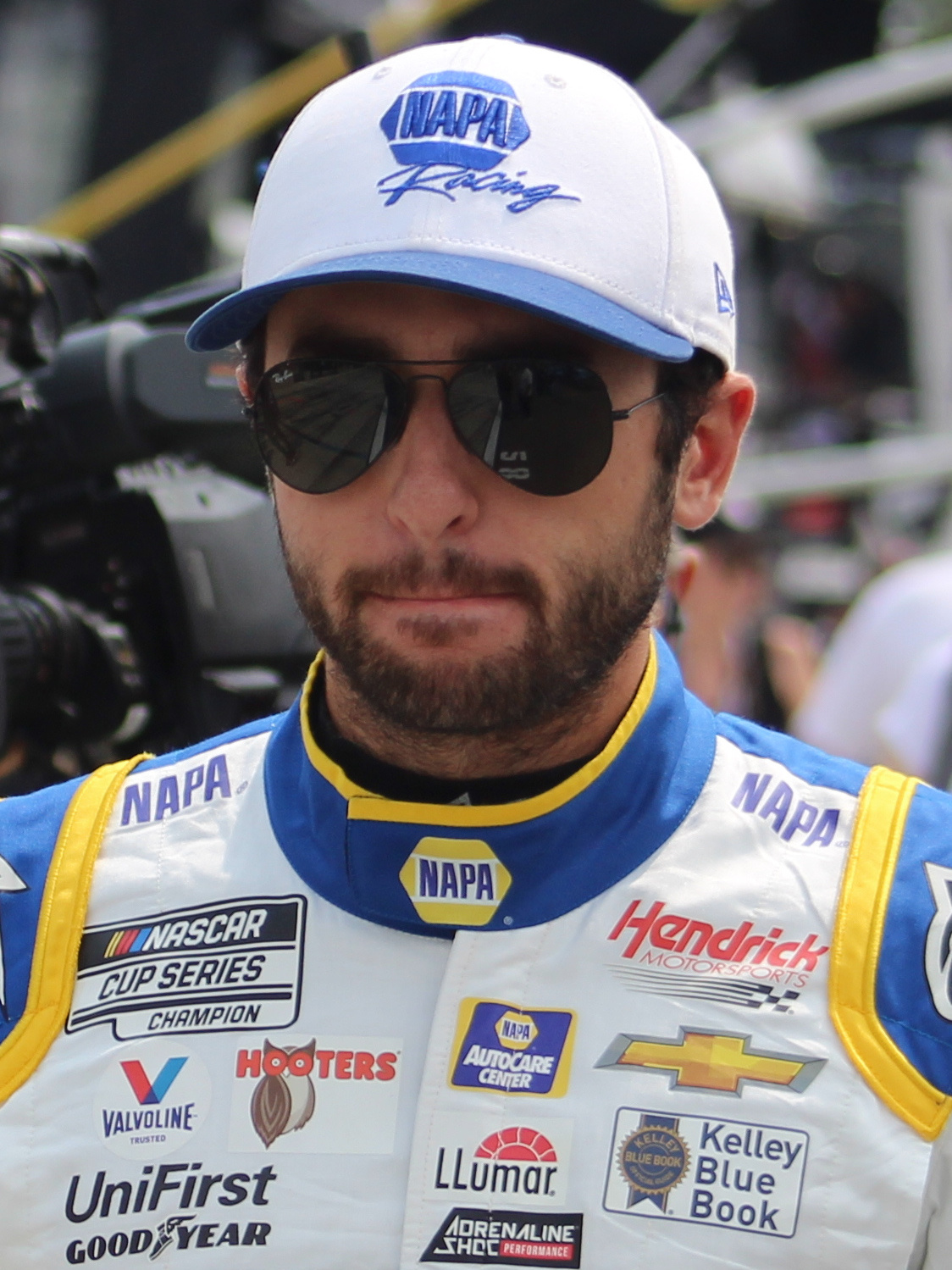
Chase Elliott, il campione della stagione regolare, ma è arrivato quarto in campionato.

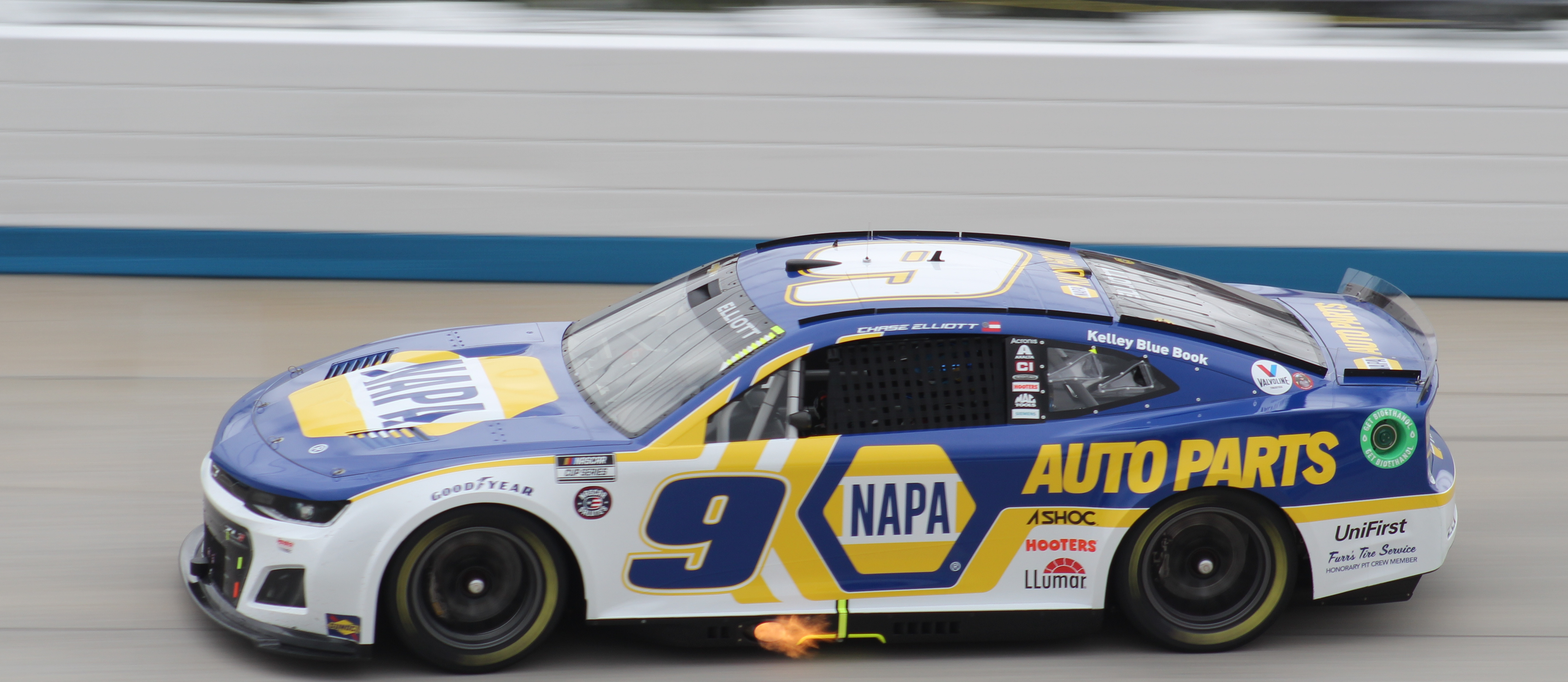
Chevrolet ha vinto il campionato costruttori con 1290 punti e 19 vittorie.

La NASCAR Cup Series 2022 è stata la 74ª edizione del massimo campionato motoristico NASCAR e la 51ª dall'inizio dell'era moderna della NASCAR.
La stagione ha preso avvio il 6 febbraio 2022 con il Busch Light Clash at The Coliseum al Los Angeles Memorial Coliseum. Questa gara è stata seguita dalle gare di qualificazione Bluegreen Vacations Duel del 17 febbraio 2022 e poi dalla 64ª edizione della tradizionale Daytona 500 il 20 febbraio 2022. La stagione regolare si è conclusa il 27 agosto 2022 con la disputa della Coke Zero Sugar 400, sempre a Daytona. A seguire vengono disputati i playoff, con la disputa della Cook Out Southern 500 presso il circuito Darlington Raceway il 4 settembre 2022 e quindi la NASCAR Cup Series Championship Race il 6 novembre 2022, che si correrà presso il Phoenix Raceway.

## Novità
La stagione 2022 ha visto il debutto della Next Gen Car (che doveva debuttare nella stagione 2021, ma la cui introduzione è stata posticipata a causa della pandemia di COVID-19). Inoltre, è stata la prima edizione del campionato NASCAR interamente trasmessa negli Stati Uniti da USA Network, canale che ha ereditato la trasmissione televisiva del campionato dal canale "defunto" NBCSN.
La stagione 2022 è l'ultima sponsorizzata dalla Mars, Inc., dopo la loro comunicazione del ritiro dal campionato NASCAR il 20 dicembre 2021. La Mars è stata il main sponsor della macchina n. 18 di Kyle Busch e della Joe Gibbs Racing dalla stagione 2008, principalmente attraverso il loro marchio M&M's. Prima di questa sponsorizzazione, la Mars aveva sponsorizzato la macchina n. 36 della MB2 Motorsports dal 1997 al 2002 e della macchina n. 38 della Robert Yates Racing dal 2003 al 2007. Il ritiro della Mars come main sponsor ha provocato anche l'addio dello stesso Kyle Busch dalla Joe Gibbs Racing: dopo mesi di contrattazione tra le due parti e dopo il tentativo dello stesso Busch di trovare un nuovo sponsor per la stagione 2023, il pilota ha annunciato di lasciare la scuderia e di approdare alla Richard Childress Racing a partire dalla prossima stagione.
La stagione 2022 ha visto anche per la prima volta dal 1960 la vittoria di un pilota poi squalificato e privato del suo successo. Ciò è avvenuto durante la disputa della M&M's Fan Appreciation 400 al Pocono Raceway. La gara è stata vinta da Denny Hamlin, il quale è stato successivamente squalificato dopo che la sua macchina è risultata irregolare dai controlli post-gara (la vittoria è stata attribuita al 3º classificato, Chase Elliott, dopo che anche il 2º classificato, Kyle Busch, compagno di squadra di Hamlin, è stato anch'esso escluso dalla graduatoria finale per i medesimi motivi). La squalifica ha visto per la prima volta l'applicazione della nuova regola introdotta a partire dal campionato 2019.
La stagione 2022 ha visto anche in una gara la partecipazione di piloti provenienti da ben 7 paesi differenti: il record si è concretizzato il 21 agosto 2022 in occasione della Go Bowling at The Glen presso il Watkins Glen International.
Con la disputa della Autotrader EchoPark Automotive 500 presso il Texas Motor Speedway il 25 settembre 2022, ben 19 piloti hanno ottenuto almeno una vittoria in questa stagione. In tal modo è stato eguagliato il record della stagione 2001, considerando le stagioni dell'era moderna della NASCAR. 5 piloti (Austin Cindric, Chase Briscoe, Ross Chastain, Daniel Suárez e Daniel Reddick) hanno ottenuto la loro prima vittoria in carriera. Chastain, Reddick, Christopher Bell e Bubba Wallace hanno vinto la loro seconda gara in carriera, mentre Reddick, William Byron e Erik Jones hanno vinto la loro terza gara. Ciò ha reso la stagione 2022 una delle più equilibrate e competitive della storia dei campionati NASCAR.

## Scuderie e piloti

### Scuderie partecipanti
Le seguenti scuderie sono quelle che garantiscono almeno una macchina per ogni singola gara del campionato NASCAR.
| Costruttore | Team                     | N. | Pilota                                                           | Capo squadra                                                                 |
| ----------- | ------------------------ | -- | ---------------------------------------------------------------- | ---------------------------------------------------------------------------- |
| Chevrolet   | Hendrick Motorsports     | 5  | Kyle Larson                                                      | Cliff Daniels (1-16; 21-36) Kevin Meendering (17-20)                         |
| Chevrolet   | Hendrick Motorsports     | 9  | Chase Elliott                                                    | Alan Gustafson                                                               |
| Chevrolet   | Hendrick Motorsports     | 24 | William Byron                                                    | Rudy Fugle                                                                   |
| Chevrolet   | Hendrick Motorsports     | 48 | Alex Bowman                                                      | Greg Ives                                                                    |
| Chevrolet   | Hendrick Motorsports     | 48 | Noah Gragson (31-35)                                             | Greg Ives                                                                    |
| Chevrolet   | JTG Daugherty Racing     | 47 | Ricky Stenhouse Jr.                                              | Brian Pattie                                                                 |
| Chevrolet   | Kaulig Racing            | 16 | Daniel Hemric (1-3; 10, 12, 26-27, 31)                           | Matt Swiderski (1-11, 15-36) George Spencer (12-14)                          |
| Chevrolet   | Kaulig Racing            | 16 | A.J. Allmendinger (4, 6-8, 11, 15-18, 20, 22, 25, 25, 29, 32-36) | Matt Swiderski (1-11, 15-36) George Spencer (12-14)                          |
| Chevrolet   | Kaulig Racing            | 16 | Noah Gragson (5, 9, 13-14, 19, 21, 23-24, 28, 30)                | Matt Swiderski (1-11, 15-36) George Spencer (12-14)                          |
| Chevrolet   | Kaulig Racing            | 31 | Justin Haley                                                     | Trent Owens (1-4, 9-13, 17-36) Caleb Williams (5-8, 14-15) Jaron Antley (16) |
| Chevrolet   | Petty GMS Motorsports    | 42 | Ty Dillon                                                        | Jerame Donley (1-20, 22-28) Joey Cohen (21) Chad Norris (28-36)              |
| Chevrolet   | Petty GMS Motorsports    | 43 | Erik Jones                                                       | Dave Elenz (1-20, 22-36) Danny Efland (21)                                   |
| Chevrolet   | Richard Childress Racing | 3  | Austin Dillon                                                    | Justin Alexander (1-12, 14-36) James Pohlman (13)                            |
| Chevrolet   | Richard Childress Racing | 8  | Tyler Reddick                                                    | Randall Burnett                                                              |
| Chevrolet   | Spire Motorsports        | 7  | Corey LaJoie                                                     | Ryan Sparks (1-4, 9-36) Peter Sospenzo (5-8)                                 |
| Chevrolet   | Spire Motorsports        | 77 | Landon Cassill (1, 4, 7, 10, 12, 19, 24, 26-31, 33-36)           | Kevin Bellicourt                                                             |
| Chevrolet   | Spire Motorsports        | 77 | Josh Bilicki (2-3, 5-6, 8, 11, 13-18, 20-23)                     | Kevin Bellicourt                                                             |
| Chevrolet   | Spire Motorsports        | 77 | Justin Allgaier (9)                                              | Kevin Bellicourt                                                             |
| Chevrolet   | Spire Motorsports        | 77 | Mike Rockenfeller (25, 32)                                       | Kevin Bellicourt                                                             |
| Chevrolet   | Trackhouse Racing Team   | 1  | Ross Chastain                                                    | Phil Surgen                                                                  |
| Chevrolet   | Trackhouse Racing Team   | 99 | Daniel Suárez                                                    | Travis Mack                                                                  |
| Ford        | Front Row Motorsports    | 34 | Michael McDowell                                                 | Blake Harris (1-22, 27-36) Chris Yerges (23-26)                              |
| Ford        | Front Row Motorsports    | 38 | Todd Gilliland (R)                                               | Seth Barbour (1-4, 9-36) Troy Raker (5-8)                                    |
| Ford        | Live Fast Motorsports    | 78 | B. J. McLeod (1-5, 7-8, 10-15, 17, 19-21, 23-24, 26-31, 33-36)   | Lee Leslie (1-10, 14-36) Christopher Stanley (11-12) Keith Wolfe (13)        |
| Ford        | Live Fast Motorsports    | 78 | Andy Lally (6)                                                   | Lee Leslie (1-10, 14-36) Christopher Stanley (11-12) Keith Wolfe (13)        |
| Ford        | Live Fast Motorsports    | 78 | Josh Williams (9, 22, 32)                                        | Lee Leslie (1-10, 14-36) Christopher Stanley (11-12) Keith Wolfe (13)        |
| Ford        | Live Fast Motorsports    | 78 | Scott Heckert (16)                                               | Lee Leslie (1-10, 14-36) Christopher Stanley (11-12) Keith Wolfe (13)        |
| Ford        | Live Fast Motorsports    | 78 | Kyle Tilley (18, 25)                                             | Lee Leslie (1-10, 14-36) Christopher Stanley (11-12) Keith Wolfe (13)        |
| Ford        | RFK Racing               | 6  | Brad Keselowski                                                  | Matt McCall (1-5, 10-36) Josh Sell (6-9)                                     |
| Ford        | RFK Racing               | 17 | Chris Buescher (1-14, 16-36)                                     | Scott Graves (1-18, 23-36) Travis Peterson (19-22)                           |
| Ford        | RFK Racing               | 17 | Zane Smith (15)                                                  | Scott Graves (1-18, 23-36) Travis Peterson (19-22)                           |
| Ford        | Rick Ware Racing         | 15 | David Ragan (1, 5, 10, 26)                                       | Mike Hillman Sr. (1-2) Ken Evans (3-5) Kevyn Rebolledo (6-36)                |
| Ford        | Rick Ware Racing         | 15 | Garrett Smithley (2-4, 19, 30, 36)                               | Mike Hillman Sr. (1-2) Ken Evans (3-5) Kevyn Rebolledo (6-36)                |
| Ford        | Rick Ware Racing         | 15 | Joey Hand (6, 16, 18, 22, 25, 32)                                | Mike Hillman Sr. (1-2) Ken Evans (3-5) Kevyn Rebolledo (6-36)                |
| Ford        | Rick Ware Racing         | 15 | J. J. Yeley (7-9, 12-13, 17, 20-21, 23-24, 27-29, 31, 33-35)     | Mike Hillman Sr. (1-2) Ken Evans (3-5) Kevyn Rebolledo (6-36)                |
| Ford        | Rick Ware Racing         | 15 | Ryan Preece (11, 14)                                             | Mike Hillman Sr. (1-2) Ken Evans (3-5) Kevyn Rebolledo (6-36)                |
| Ford        | Rick Ware Racing         | 15 | Parker Kligerman (15)                                            | Mike Hillman Sr. (1-2) Ken Evans (3-5) Kevyn Rebolledo (6-36)                |
| Ford        | Rick Ware Racing         | 51 | Cody Ware (1-31, 33-36)                                          | Billy Plourde (1-25, 30-36) Ken Evans (26-29)                                |
| Ford        | Rick Ware Racing         | 51 | J. J. Yeley (32)                                                 | Billy Plourde (1-25, 30-36) Ken Evans (26-29)                                |
| Ford        | Stewart-Haas Racing      | 4  | Kevin Harvick                                                    | Rodney Childers (1-31, 36) Stephen Doran (32-35)                             |
| Ford        | Stewart-Haas Racing      | 10 | Aric Almirola                                                    | Drew Blickensderfer                                                          |
| Ford        | Stewart-Haas Racing      | 14 | Chase Briscoe                                                    | Johnny Klausmeier                                                            |
| Ford        | Stewart-Haas Racing      | 41 | Cole Custer                                                      | Mike Shiplett (1-32) Tony Cardamone (33-36)                                  |
| Ford        | Team Penske              | 2  | Austin Cindric (R)                                               | Jeremy Bullins (1-13, 15-20, 25-36) Grant Hutchens (14, 21-24)               |
| Ford        | Team Penske              | 12 | Ryan Blaney                                                      | Jonathan Hassler (1-30, 35-36) Miles Stanley (31-34)                         |
| Ford        | Team Penske              | 22 | Joey Logano                                                      | Paul Wolfe                                                                   |
| Ford        | Wood Brothers Racing     | 21 | Harrison Burton (R)                                              | Brian Wilson                                                                 |
| Toyota      | 23XI Racing              | 23 | Bubba Wallace (1-26)                                             | Bootie Barker (1-6, 11-26) Dave Rogers (7-10) Billy Scott (27-36)            |
| Toyota      | 23XI Racing              | 23 | Ty Gibbs (27-35)                                                 | Bootie Barker (1-6, 11-26) Dave Rogers (7-10) Billy Scott (27-36)            |
| Toyota      | 23XI Racing              | 23 | Daniel Hemric (36)                                               | Bootie Barker (1-6, 11-26) Dave Rogers (7-10) Billy Scott (27-36)            |
| Toyota      | 23XI Racing              | 45 | Kurt Busch (1-20)                                                | Billy Scott (1-26) Bootie Barker (27-36)                                     |
| Toyota      | 23XI Racing              | 45 | Ty Gibbs (21-26)                                                 | Billy Scott (1-26) Bootie Barker (27-36)                                     |
| Toyota      | 23XI Racing              | 45 | Bubba Wallace (27-33, 35-36)                                     | Billy Scott (1-26) Bootie Barker (27-36)                                     |
| Toyota      | 23XI Racing              | 45 | John Hunter Nemechek (34)                                        | Billy Scott (1-26) Bootie Barker (27-36)                                     |
| Toyota      | Joe Gibbs Racing         | 11 | Denny Hamlin                                                     | Chris Gabehart (1-13, 18-36) Sam McAulay (14-17)                             |
| Toyota      | Joe Gibbs Racing         | 18 | Kyle Busch                                                       | Ben Beshore (1-33) Seth Chavka (34-36)                                       |
| Toyota      | Joe Gibbs Racing         | 19 | Martin Truex Jr.                                                 | James Small                                                                  |
| Toyota      | Joe Gibbs Racing         | 20 | Christopher Bell                                                 | Adam Stevens                                                                 |

### Squadre senzacharter

#### Programma limitato
Le seguenti scuderie, a differenza delle precedenti, non garantiscono la loro presenza in tutte le gare del campionato NASCAR.
| Costruttore | Team                                            | N. | Pilota             | Capo squadra                                                    | Gare              |
| ----------- | ----------------------------------------------- | -- | ------------------ | --------------------------------------------------------------- | ----------------- |
| Chevrolet   | Beard Motorsports                               | 62 | Noah Gragson       | Darren Shaw                                                     | 1, 10, 26         |
| Chevrolet   | Beard Motorsports                               | 62 | Justin Allgaier    | Darren Shaw                                                     | 1, 10, 26         |
| Chevrolet   | NY Racing Team                                  | 44 | Greg Biffle        | Jay Guy                                                         | 1, 3, 5, 7, 10    |
| Chevrolet   | Richard Childress Racing                        | 33 | Austin Hill        | James Pohlman                                                   | 23                |
| Chevrolet   | The Money Team Racing                           | 50 | Kaz Grala          | Tony Eury Jr.                                                   | 1, 6, 14          |
| Chevrolet   | The Money Team Racing                           | 50 | Conor Daly         | Tony Eury Jr.                                                   | 1, 6, 14          |
| Chevrolet   | Trackhouse Racing Team                          | 91 | Kimi Räikkönen     | Darian Grubb                                                    | 25                |
| Ford        | MBM Motorsports                                 | 55 | J.J. Yeley         | George Church (1) Jeff Weaver (10)                              | 1, 10             |
| Ford        | MBM Motorsports                                 | 66 | Timmy Hill         | Jeff Weaver                                                     | 1                 |
| Ford        | MBM Motorsports                                 | 66 | Boris Said         | Jeff Weaver                                                     | 6                 |
| Ford        | Team Hezeberg powered by Reaume Brothers Racing | 27 | Jacques Villeneuve | Josh Reaume (1, 6, 18) Mike Gramke (22, 25) Toine Hezemans (32) | 1                 |
| Ford        | Team Hezeberg powered by Reaume Brothers Racing | 27 | Loris Hezemans     | Josh Reaume (1, 6, 18) Mike Gramke (22, 25) Toine Hezemans (32) | 6, 18, 22, 25, 32 |
| Toyota      | Team Hezeberg powered by Reaume Brothers Racing | 26 | Daniil Kvjat       | Toine Hezemans (22, 25) Mike Hezemans (32)                      | 22, 25, 32        |

## Cambi nel regolamento
- Il 27 agosto 2021, è stato annunciato che i numeri delle auto sarebbero stati spostati avanti sulle vetture della Cup Series a partire dal 2022, in coincidenza con il debutto dell'auto Next-Gen. NASCAR ha sperimentato il posizionamento dei numeri delle auto all'All-Star Race 2020 spostando indietro i numeri. Entrambi questi movimenti si traducono in più spazio per i loghi degli sponsor e quindi in maggiori entrate per i team di gara.[103]
- Il 19 novembre 2021, NASCAR ha annunciato i nuovi formati di prove libere e qualificazioni in tutte e tre le serie nazionali nel 2022. I formati sono i seguenti:[104]
  - Gare ovali: dopo un periodo di pratica di 15 minuti, il gruppo sarà diviso in due gruppi, ciascuno dei quali percorrerà un giro (due giri a Martinsville, Bristol, Richmond e Dover). I primi cinque di ogni gruppo avanzeranno alla fase finale delle qualifiche, con il giro più veloce che guadagnerà la Busch Pole.
  - Daytona, Talladega, Atlanta: tutte le vetture percorrono un giro ciascuna, con le prime 10 che passano al round finale.
    - Daytona 500: tutte le vetture percorrono un giro ciascuna, con le prime 10 che passano al round finale. Solo le prime due vetture si qualificano, con il campo determinato nelle gare di calore da 60 giri.

  - Percorsi su strada: dopo un periodo di pratica di 20 minuti, il campo verrà diviso in due gruppi, ciascuno dei quali eseguirà una sessione cronometrata di 15 minuti. Le prime cinque di ogni girone accederanno alla fase finale, che consiste in una sessione cronometrata di 10 minuti.
  - Gara su sterrato di Bristol: procedura standard per la gara su sterrato (come utilizzata nelle quattro gare di qualificazione determinerà la formazione di partenza).
  - La Daytona 500, la prima gara di Atlanta, la Bristol Dirt, Gateway, Nashville e la gara di fine stagione di Phoenix avranno una sessione di prove libere di 50 minuti.
- Il 17 dicembre 2021, la NASCAR ha annunciato che le squadre potranno utilizzare i numeri Chrome nel 2022.[105]
- Il 24 gennaio 2022, NASCAR ha annunciato una struttura del sistema di penalità più rigorosa per la Cup Series. Il sistema di sanzioni è strutturato in tre livelli da L1 a L3, con L3 riservato alla manomissione e alla contraffazione di componenti Next Gen provenienti da un unico fornitore. Le violazioni della L3 comporteranno la detrazione dei punti del proprietario e del pilota (compresi i punti dei playoff), la revoca dell'idoneità ai playoff, la sospensione dei membri dell'equipaggio o il divieto post-stagionale.[106]
- L'11 marzo 2022, NASCAR ha annunciato che sull'Atlanta Motor Speedway riconfigurato sarebbero stati applicati limiti di pista simili alle restrizioni precedentemente in vigore al Daytona International Speedway e al Talladega Superspeedway.[107]

## Calendario
| N°                         | Gara                                              | Pista                                       | Località                   | Data           | Tempo (ET)     |
| Regular Season             | Regular Season                                    | Regular Season                              | Regular Season             | Regular Season | Regular Season |
| -------------------------- | ------------------------------------------------- | ------------------------------------------- | -------------------------- | -------------- | -------------- |
|                            | Busch Light Clash at The Coliseum                 | O Los Angeles Memorial Coliseum             | Los Angeles, California    | 6 febbraio     | 18:00          |
| Bluegreen Vacations Duel   | O Daytona International Speedway                  | Daytona Beach, Florida                      | 17 febbraio                | 19:00          |                |
| 1                          | O Daytona International Speedway                  | Daytona Beach, Florida                      | Daytona 500                | 20 febbraio    | 14:30          |
| 2                          | WISE Power 400                                    | O Auto Club Speedway                        | Fontana, California        | 27 febbraio    | 14:30          |
| 3                          | Pennzoil 400 presented by Jiffy Lube              | O Las Vegas Motor Speedway                  | Las Vegas, Nevada          | 6 marzo        | 14:30          |
| 4                          | Ruoff Mortgage 500                                | O Phoenix Raceway                           | Avondale, Arizona          | 13 marzo       | 14:30          |
| 5                          | Folds of Honor QuikTrip 500                       | O Atlanta Motor Speedway                    | Hampton, Georgia           | 20 marzo       | 15:00          |
| 6                          | EchoPark Texas Grand Prix                         | R Circuit of the Americas                   | Austin, Texas              | 27 marzo       | 15:30          |
| 7                          | Toyota Owners 400                                 | O Richmond Raceway                          | Richmond, Virginia         | 3 aprile       | 15:30          |
| 8                          | Blue-Emu Maximum Pain Relief 400                  | O Martinsville Speedway                     | Ridgeway, Virginia         | 9 aprile       | 19:30          |
| 9                          | Food City Dirt Race                               | D Bristol Motor Speedway (Dirt Course)      | Bristol, Tennessee         | 17 aprile      | 19:00          |
| 10                         | GEICO 500                                         | O Talladega Superspeedway                   | Lincoln, Alabama           | 24 aprile      | 15:30          |
| 11                         | DuraMAX Drydene 400 presented by RelaDyne         | O Dover Motor Speedway                      | Dover, Delaware            | 1-2 maggio     | 15:30          |
| 12                         | Goodyear 400                                      | O Darlington Raceway                        | Darlington, South Carolina | 8 maggio       | 15:30          |
| 13                         | AdventHealth 400                                  | O Kansas Speedway                           | Kansas City, Kansas        | 15 maggio      | 15:00          |
|                            | NASCAR All Star Open                              | O Texas Motor Speedway                      | Fort Worth, Texas          | 22 maggio      | 17:30          |
| NASCAR All-Star Race       | 20:00                                             | O Texas Motor Speedway                      | Fort Worth, Texas          | 22 maggio      |                |
| 14                         | Coca-Cola 600                                     | O Charlotte Motor Speedway                  | Concord, North Carolina    | 29 maggio      | 18:00          |
| 15                         | Enjoy Illinois 300 presented by TicketSmarter     | O World Wide Technology Raceway             | Madison, Illinois          | 5 giugno       | 15:30          |
| 16                         | Toyota/Save Mart 350                              | R Sonoma Raceway                            | Sonoma, California         | 12 giugno      | 16:00          |
| 17                         | Ally 400                                          | O Nashville Superspeedway                   | Lebanon, Tennessee         | 26 giugno      | 17:00          |
| 18                         | Kwik Trip 250 presented by Jockey Made in America | R Road America                              | Elkhart Lake, Wisconsin    | 3 luglio       | 15:00          |
| 19                         | Quaker State 400 presented by Walmart             | O Atlanta Motor Speedway                    | Hampton, Georgia           | 10 luglio      | 15:00          |
| 20                         | Ambetter 301                                      | O New Hampshire Motor Speedway              | Loudon, New Hampshire      | 17 luglio      | 15:00          |
| 21                         | M&M's Fan Appreciation 400                        | O Pocono Raceway                            | Long Pond, Pennsylvania    | 24 luglio      | 15:00          |
| 22                         | Verizon 200 at the Brickyard                      | R Indianapolis Motor Speedway (Road Course) | Speedway, Indiana          | 31 luglio      | 14:30          |
| 23                         | FireKeepers Casino 400                            | O Michigan International Speedway           | Brooklyn, Michigan         | 7 agosto       | 15:00          |
| 24                         | Federated Auto Parts 400                          | O Richmond Raceway                          | Richmond, Virginia         | 14 agosto      | 15:00          |
| 25                         | Go Bowling at The Glen                            | R Watkins Glen International                | Watkins Glen, New York     | 21 agosto      | 15:00          |
| 26                         | Coke Zero Sugar 400                               | O Daytona International Speedway            | Daytona Beach, Florida     | 28 agosto      | 10:05          |
| NASCAR Cup Series Playoffs |                                                   |                                             |                            |                |                |
| Round of 16                |                                                   |                                             |                            |                |                |
| 27                         | Cook Out Southern 500                             | O Darlington Raceway                        | Darlington, South Carolina | 4 settembre    | 18:00          |
| 28                         | Hollywood Casino 400                              | O Kansas Speedway                           | Kansas City, Kansas        | 11 settembre   | 15:00          |
| 29                         | Bass Pro Shops Night Race                         | O Bristol Motor Speedway                    | Bristol, Tennessee         | 17 settembre   | 19:30          |
| Round of 12                |                                                   |                                             |                            |                |                |
| 30                         | Autotrader EchoPark Automotive 500                | O Texas Motor Speedway                      | Fort Worth, Texas          | 25 settembre   | 15:30          |
| 31                         | YellaWood 500                                     | O Talladega Superspeedway                   | Lincoln, Alabama           | 2 ottobre      | 14:00          |
| 32                         | Bank of America Roval 400                         | R Charlotte Motor Speedway (Road Course)    | Concord, Carolina del Nord | 9 ottobre      | 14:00          |
| Round of 8                 |                                                   |                                             |                            |                |                |
| 33                         | South Point 400                                   | O Las Vegas Motor Speedway                  | Las Vegas, Nevada          | 16 ottobre     | 14:30          |
| 34                         | Dixie Vodka 400                                   | O Homestead-Miami Speedway                  | Homestead, Florida         | 23 ottobre     | 14:30          |
| 35                         | Xfinity 500                                       | O Martinsville Speedway                     | Ridgeway, Virginia         | 30 ottobre     | 14:00          |
| Championship 4             |                                                   |                                             |                            |                |                |
| 36                         | NASCAR Cup Series Championship Race               | O Phoenix Raceway                           | Avondale, Arizona          | 6 novembre     | 15:00          |

 O  Ovale corto/Superspeedway
 R  Circuito stradale
 C  Circuito cittadino
 D  Circuito sterrato
NC Gara non valida per il campionato
In grassetto sono indicate le gare considerate "Crown Jewel".

### Cambiamenti
- Il campionato NASCAR torna a disputare una gara presso l'Auto Club Speedway per la prima volta dal 2020, quando le autorità della California avevano limitato le attività sportive per contrastare gli effetti della pandemia di COVID-19, cancellando la gara nel 2021. La gara in tale impianto è stata disputata il weekend successivo alla Daytona 500 (25-27 febbraio), il che ha reso l'evento la seconda gara stagionale per la prima volta dal 2010 (rimpiazzando la Daytona Road Course).[116] È previsto che sia l'ultima volta che la gara venga disputata nel tracciato attuale, dovendosi attuare una modifica di esso accorciandolo in uno short-track a partire dal 2023, anche se la modifica è stata messa in stand-by.[117]
- Il 21 agosto 2021 lo Sports Business Journal riferisce che la NASCAR è in trattativa per organizzare un evento presso il World Wide Technology Raceway ("Gateway") di Madison, in sostituzione di una delle gare disputate presso la pista di Pocono. La gara è stata disputata il 5 giugno 2022.[118][119][120]
- Il 14 settembre 2021 la NASCAR comunica che il Busch Clash si sarebbe svolto presso il Los Angeles Memorial Coliseum (a causa dei diversi cambiamenti di calendario della NFL comunicati dopo l'ufficializzazione della data della Daytona 500).[121] Lo stesso giorno, la NASCAR annuncia che si svolgerà una gara di campionato anche nella domenica di Pasqua e che per questa edizione del campionato vi sarebbe stata soltanto un weekend senza gare (per la prima volta dal 1989),[120] ovvero il weekend della terza domenica di giugno (ciò a causa dei concomitanti US Open, trasmessi dalla stessa NBC).
- La Dixie Vodka 400 disputata presso l'Homestead-Miami Speedway ritorna ad essere una gara dei playoff NASCAR ma non come ultima gara, come avvenne dal 2002 al 2019. Per fare posto a tale evento, la Federated Auto Parts 400 di Richmond è stata spostata ad agosto.[120]
- Il 10 gennaio 2022 è stato annunciato che la gara presso il circuito di Sonoma sarebbe stata disputata sul circuito breve di 1,99 miglia, invece del circuito completo di 2,52 miglia utilizzato dal 1989 al 1997 e dal 2019 al 2021.[122]

### Cambiamenti nei diritti televisivi
- Alla fine del 2021 la NBC, con la sua affiliata NBCSN, finisce il suo contratto di trasmissione di alcune delle gare del campionato NASCAR. Al suo posto subentra USA Network.[123] Il 28 agosto 2022 la Coke Zero Sugar 400 è stata trasmessa sulla CNBC a causa di un rinvio per pioggia.[124]

## Riassunto della stagione

### Pre-campionato

#### Esibizione: Busch Light Clash at The Coliseum

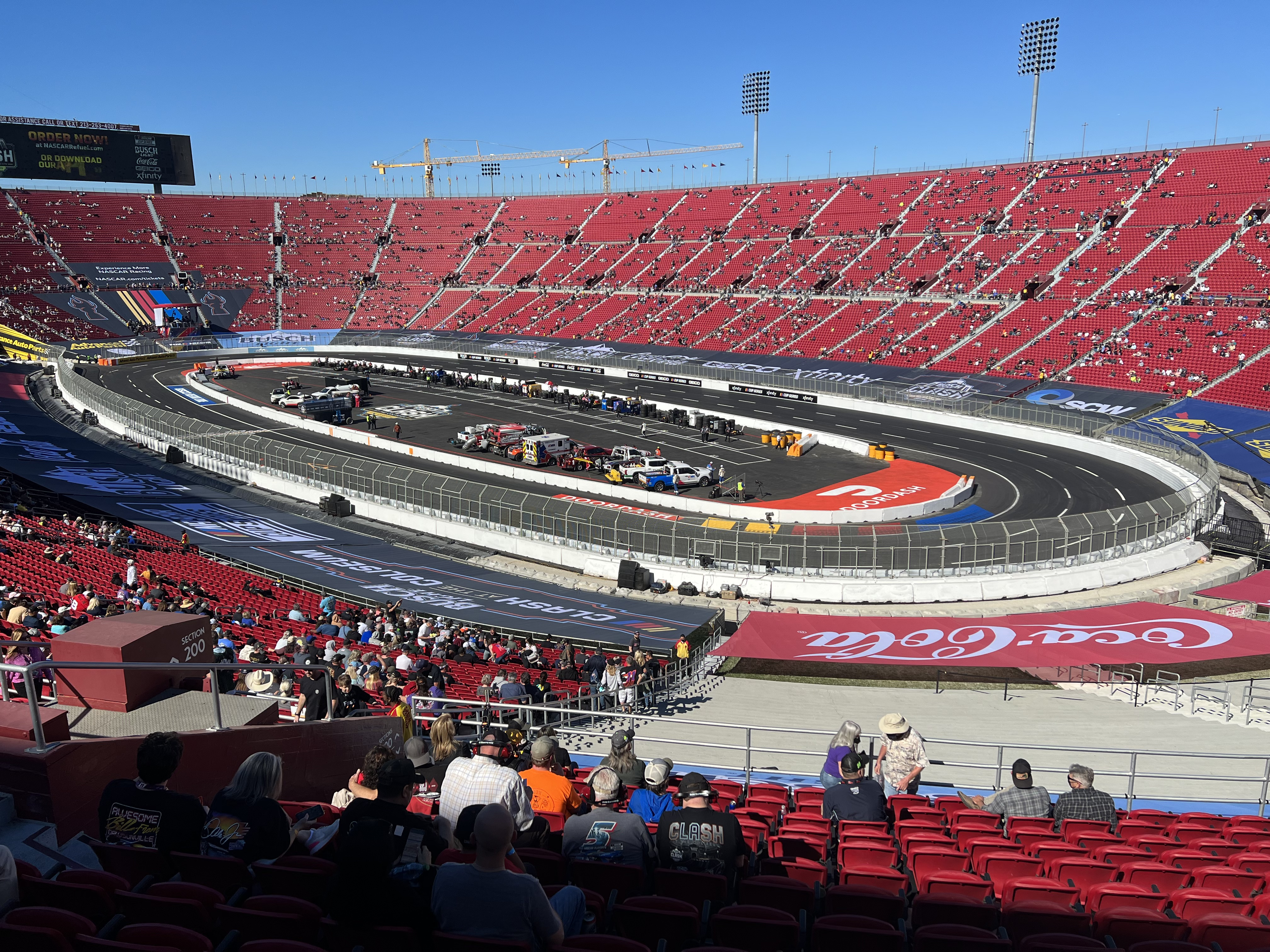
La pista temporanea costruita all'interno del Coliseum.

La stagione 2022 è iniziata con la disputa di una gara di esibizione disputata su un circuito costruito ad hoc, lungo 0,25 miglia (0,40 km), all'interno del Los Angeles Memorial Coliseum. Nelle qualifiche, che hanno visto la partecipazione di 23 piloti e che hanno determinato la composizione delle 4 batterie, ha ottenuto la pole position Kyle Busch. Le batterie hanno visto competere 16 piloti in una gara sulla distanza di 150 giri. Le batterie sono state vinte da Kyle Busch, Tyler Reddick, Justin Haley e Joey Logano. I piloti rimanenti sono stati inseriti in due batterie di ripescaggio per determinare la griglia definitiva per la gara. A vincere le due batterie sono stati Denny Hamlin e Ryan Preece (quest'ultimo ha ottenuto la vittoria dopo la squalifica di Ty Dillon, per una violazione di quest'ultimo del regolamento sulle fasi di ripartenza da una caution). Martin Truex Jr., essendo il pilota meglio classificatosi nella stagione 2021 non qualificato nelle batterie, ha avuto il diritto di partecipare alla gara. Kyle Busch, partendo dalla pole, ha perso la guida della corsa a favore di Reddick, in una gara segnata da numerose caution per diversi incidenti. Reddick si è poi ritirato per un guasto meccanico durante una caution, permettendo a Kyle Busch di riprendere il comando delle operazioni fino alla pausa di metà gara. Dopo la ripresa della corsa, Kyle Busch ha mantenuto la prima posizione per la maggior parte dei giri rimanenti, per rimanere poi beffato a pochi giri dalla fine da Logano, che è riuscito così ad ottenere la vittoria.
Speedweeks 2022
Alle qualifiche per la Daytona 500, Kyle Larson ha ottenuto la pole position, piazzandosi davanti al suo compagno di squadra Alex Bowman.
Nella doppia gara del Bluegreen Vacation Duel, Brad Keselowski ha vinto il primo Duel al suo esordio in gara con la sua nuova squadra, la RFK Racing. Nel secondo Duel, Joey Logano era al comando della gara quando, all'ultimo giro, è andato a sbattere per evitare di farsi sorpassare da Chris Buescher che, in regime di caution, ha vinto la gara. In tal modo, entrambi i Duel sono stati vinti da due auto della RFK Racing.

### Stagione regolare

#### Gara 1: Daytona 500
La gara è stata la prima apparizione in pista della nuova Next Gen Car, la nuova auto sviluppata per competere nelle serie NASCAR a partire da questa stagione. Ad ottenere la vittoria è stato il rookie Austin Cindric, pilota campione del campionato NASCAR Xfinity Series del 2020, soltanto alla sua 8ª apparizione in una gara della serie principale NASCAR. Cindric è stato inoltre il 9° pilota nella storia della NASCAR ad ottenere la sua prima vittoria in carriera proprio alla Daytona 500 e all'età di 23 anni,  il 2° pilota più giovane ad ottenere il successo nella Daytona 500 (davanti a lui soltanto Trevor Bayne, che vinse la Daytona 500 nel 2011 all'età di 20 anni). È stato il 3° successo nella Daytona 500 per il Team Penske, dopo le sue 2 vittorie precedenti nel 2008 (con Ryan Newman) e nel 2015 (con Joey Logano); inoltre, è la prima vittoria per il Team Penske con la sua macchina principale n. 2 (le precedenti erano state ottenute con le auto n. 12 e 22). Al 2º posto si è classificato Bubba Wallace, pilota dell'auto n. 23 della 23XI Racing, che in tal modo finisce nuovamente 2° dopo la Daytona 500 del 2018. Ad ottenere la vittoria nello Stage 1 e Stage 2 è stato Martin Truex Jr., alla guida della macchina n. 19 della Joe Gibbs Racing. Al comando per gran parte della gara è stato Brad Keselowski, che Cindric ha rimpiazzato alla guida dell'auto n. 2 del Team Penske in questa stagione: Keselowski ha guidato l'auto n. 6 della nuova squadra RFK Racing, di cui il pilota è anche co-proprietario. Questa edizione della Daytona 500 è stata la prima dal 2019 a non aver visto piovere durante la gara.

#### Gara 2: WISE Power 400
Ad ottenere la pole è Austin Cindric, fresco vincitore della Daytona 500. Nelle prime fasi di gara Kyle Busch perde il controllo della sua auto e la Stage 1 va a Tyler Reddick. All'inizio della Stage 2, dopo essere toccato da Joey Logano, Brad Keselowski perde anche lui il controllo della sua macchina, mentre Reddick si conferma vincitore anche della Stage 2. Nella Final Stage, mentre si trova al comando della gara, Tyler Reddick viene colpito da William Byron, danneggiando gravemente la sua gomma. Successivamente Keselowski sbanda nuovamente e colpisce questa volta Bubba Wallace. Mentre Ross Chastain sbatte contro il muro del circuito, Chase Elliott perde il controllo della sua auto mentre è in testa che combatte per la prima posizione con il suo compagno di squadra Kyle Larson. Alla ripartenza della gara, è lo stesso Larson che respinge gli assalti di Austin Dillon, Erik Jones e Daniel Suárez aggiudicandosi la sua 2ª vittoria nel circuito californiano di Fontana.

#### Gara 3: Pennzoil 400
Dopo le qualifiche, ottiene la pole Christopher Bell. Iniziata la gara, al giro 43 Austin Dillon tampona e fa perdere il controllo dell'auto a Justin Haley, costringendo i commissari di gara a chiamare la caution. La Stage 1 viene vinta da Alex Bowman. Nella Stage 2 è Brad Keselowski a sbandare sul rettilineo di arrivo colpendo Ryan Blaney, notevolmente arrabbiato con il suo avversario. Anche Christopher Bell, che era partito dalla pole position ad inizio gara, perde il controllo della sua auto e danneggia gravemente due ruote. La Stage 2 viene vinta da Ross Chastain, che porta la prima vittoria nella storia della sua squadra, Team Trackhouse. A 13 giri dal termine, nella Final Stage, Kyle Busch e Martin Truex Jr. (compagni di squadra per la Joe Gibbs Racing) si trovano appaiati al comando della gara. Ma a -3 giri, Erik Jones va a sbattere contro il muretto della pista e la sua auto rimbalza al centro del tracciato provocando la chiamata della caution. Bubba Wallace riesce miracolosamente ad evitarlo, ma nel farlo va anch'esso a sbattere contro il muretto. Poco prima della ripartenza, Alex Bowman decide di cambiare due gomme e si ritrova affiancato al suo compagno di squadra Kyle Larson in testa. Per gli ultimi 2 giri i due piloti combattono senza tregua e il duello vede vincitore Bowman. Ross Chastain, al comando per gran parte dei giri (ben 83) arriva terzo.

#### Gara 4: Ruoff Mortgage 500
Ryan Blaney ha vinto la pole. Corey LaJoie si è schiantato contro il muro dopo aver fatto cadere completamente una gomma dall'auto. William Byron ha vinto la prima tappa. Christopher Bell è entrato nel muro dopo una gomma a terra mentre Blaney ha vinto la seconda tappa. Martin Truex Jr. ha sbattuto contro il muro dopo aver forato una gomma. Erik Jones e Chase Elliott hanno entrambi causato ammonizioni per testacoda in due diversi incidenti. Al riavvio, Chase Briscoe avrebbe tenuto a bada le accuse di Ross Chastain e Tyler Reddick per ottenere la sua prima vittoria in carriera nella Cup Series e diventare il 200esimo vincitore diverso nella storia della Cup Series.

#### Gara 5: Folds of Honor QuikTrip 500

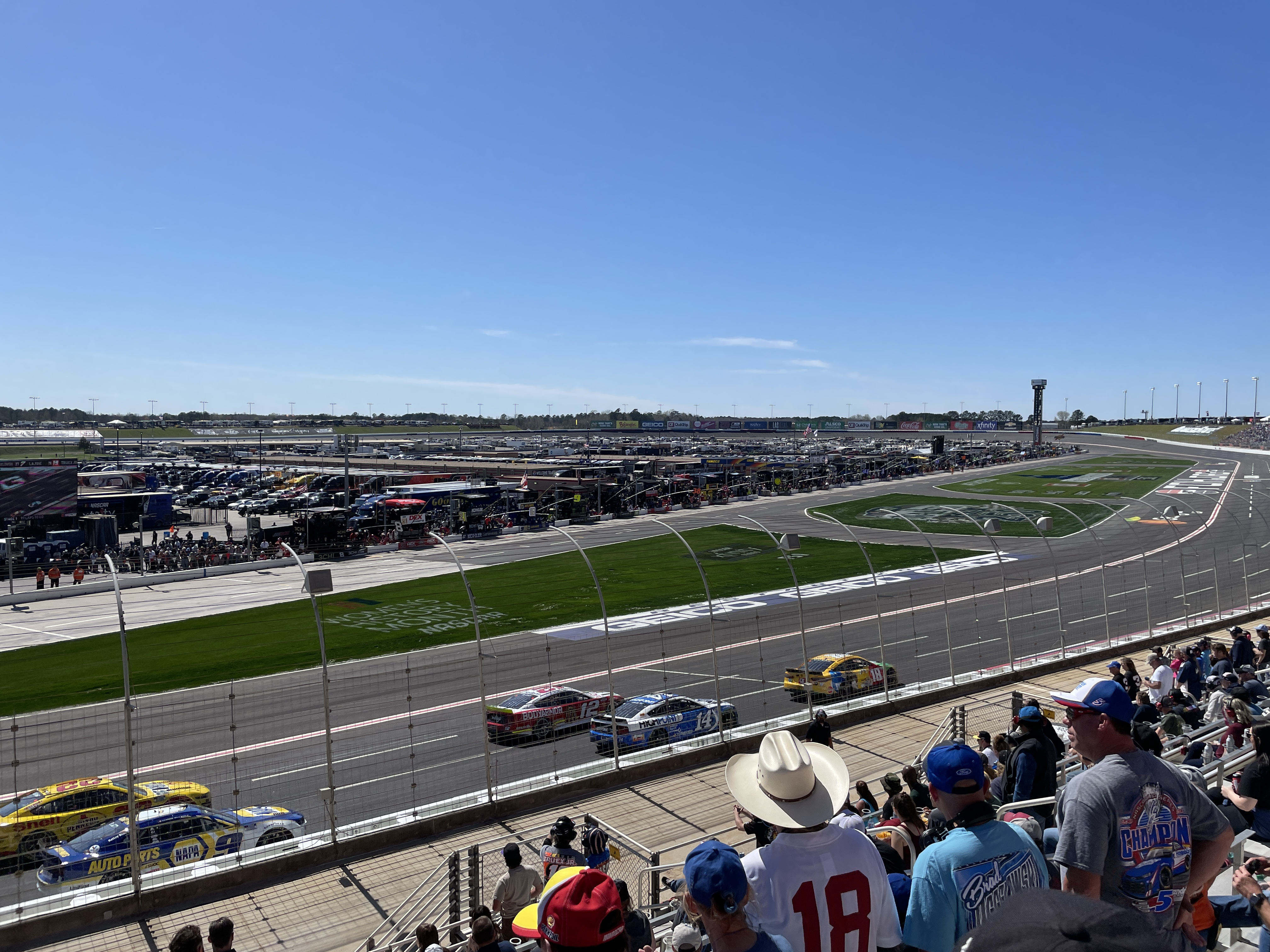
Il Folds of Honor QuikTrip 500 all'Atlanta Motor Speedway a marzo

Chase Briscoe si è aggiudicata la pole position dopo che la NASCAR ha deciso di sostituire le qualifiche di sabato con una sessione di prove libere a causa della cancellazione della sessione di prove libere di venerdì a causa della pioggia. Briscoe ha ottenuto il punteggio più alto utilizzando il punteggio metrico pandemico ora utilizzato dalla NASCAR in base ai risultati e ai punti delle gare precedenti.
L'Atlanta Motor Speedway modificato, ora classificato come superspeedway dopo una riconfigurazione nel 2021, ha prodotto molta azione. Il campo era largo due e tre per la maggior parte della gara. I cambiamenti non sono stati ben accolti da Kyle Busch, che alla domanda se preferisse la nuova versione di Atlanta a quella vecchia ha semplicemente risposto "no". Ha avuto una collisione con Austin Dillon nella fase 1. Ci sono state molte forature nella parte posteriore destra per molti piloti, tra cui Tyler Reddick e Ricky Stenhouse Jr. nella fase 2, entrambi provocando incidenti, ma in particolare per Ross Chastain nella fase 1, che ha anche colpito un muro dopo la foratura e aveva ricevuto una penalità per rifornimento improprio che lo aveva lasciato diversi giri indietro. Ha comunque recuperato per finire secondo. Ci sono stati 46 cambi di vantaggio tra 20 piloti, entrambi i record della pista. William Byron vinse la gara, la sua terza vittoria in carriera. Anche Bubba Wallace e Chastain stavano lottando per la vittoria negli ultimi giri, ma Wallace e gli altri hanno avuto un incidente sul traguardo. Christopher Bell era secondo in pista ma si classificò ultimo nel giro di testa dopo un sorpasso illegale su Chastain. Chase Elliott è arrivato sesto ed è diventato il leader del campionato nella sua gara di casa.

#### Gara 6: EchoPark Texas Grand Prix
Ryan Blaney ha vinto la pole anche dopo un incidente nelle prove libere della prima gara su strada della stagione della NASCAR. Daniel Suárez è partito secondo dopo essere stato il più veloce nel Gruppo B. Suárez ha vinto la Fase 1, la sua seconda vittoria di tappa in carriera mentre Kyle Busch ha dovuto affrontare problemi meccanici. Alla ripartenza della Fase 2, Suárez è andato in testacoda alla prima curva e si è tagliato la gomma, facendogli perdere posizioni. Il suo compagno di squadra Ross Chastain ha lottato per il comando con Austin Cindric, la coppia impegnata in una battaglia ruota a ruota. Entrambi si sono fermati ai box al 28º giro e Denny Hamlin ha vinto la sua prima tappa nel 2022. Alla ripartenza, Joey Logano era la macchina di testa ma è entrato in profondità nella curva 1, perdendo immediatamente il comando. Più tardi, il suo compagno di squadra Cindric è andato in testacoda nella veloce curva a sinistra in discesa, la curva 10, dove il suo compagno di squadra Blaney è andato in testacoda durante le prove. Chastain è tornato al gruppo di testa lottando con Chase Briscoe e altri piloti per il comando. Il dado dell'aletta di Bubba Wallace si è allentato e ha dovuto ritirarsi. Briscoe in seguito si è ritirato per problemi meccanici. Loris Hezemans si è fermato in pista e si è ritirato, provocando una ripartenza a 3 giri dalla fine. Logano, Kurt Busch e Kyle Larson sono entrati in contatto alla prima curva alla ripartenza, segnalando un'altra avvertenza. La gara è stata ripresa nuovamente agli straordinari e Chastain, Alex Bowman, Tyler Reddick e A. J. Allmendinger hanno lottato per il comando. Nell'ultimo giro alla curva 15, Allmendinger ha spinto Chastain, portando brevemente Bowman in testa. Attraversando Hayden Hill, Chastain spinse Allmendinger contro Bowman. Allmendinger è andato in testacoda e ha concluso 33esimo. Chastain ha vinto la gara da Bowman al secondo posto, regalando a Trackhouse Racing la sua prima vittoria in NASCAR. Chase Elliott è arrivato quarto e ha mantenuto la testa del campionato.

#### Gara 7: Toyota Owners 400
Ryan Blaney ha iniziato la gara in pole position e ha condotto il maggior numero di giri in gara. Blaney ha vinto la prima tappa mentre Martin Truex Jr. ha vinto la seconda. William Byron era in testa alla fine della gara. Durante un round di pit stop con bandiera verde a fine gara, diversi piloti sono venuti ai box per gomme nuove mentre Byron è rimasto fuori con gomme più vecchie. Byron è stato superato al comando da Denny Hamlin, che si era fermato ai box per le gomme, a cinque giri dalla fine. Hamlin si è allontanato per vincere la gara, la sua prima vittoria e la top ten della stagione.

#### Gara 8: Blue-Emu Maximum Pain Relief 400
Chase Elliott era in pole per la gara e ha condotto i primi 185 giri, vincendo anche entrambe le tappe. Durante la gara, Hendrick Motorsports ha superato i 10.000 giri principali a Martinsville, diventando la prima squadra di Coppa a condurre così tanti giri su un unico tracciato. William Byron ha condotto 212 giri in gara. Al giro 393, Todd Gilliland ha sfiorato il muro della curva 4, mandando la gara ai tempi supplementari. Byron ha tenuto a bada Joey Logano per vincere la gara, la sua seconda vittoria della stagione.

#### Gara 9: Food City Dirt Race
Cole Custer ha vinto la pole position attraverso le gare di qualificazione. Chase Briscoe era in testa all'inizio della gara finché non è andato in testacoda a causa di una gomma a terra. Kyle Larson ha vinto la prima tappa della gara. Briscoe è tornato per prendere il comando e ha vinto la seconda fase della gara. Dopo il completamento della seconda tappa, la gara è stata ritardata a causa della pioggia. Una volta ripresa la gara, Tyler Reddick ha preso il comando superando sia Kyle Busch che Joey Logano. La gara è stata ritardata una seconda volta a causa della pioggia. Reddick ha continuato a condurre fino alla fine della gara. Negli ultimi giri, Briscoe ha iniziato a raggiungere Reddick. Nell'ultimo giro della curva finale, Briscoe è entrato in contatto con Reddick, facendo girare entrambe le vetture, Kyle Busch ha superato Reddick per vincere la gara, la sua prima vittoria della stagione e la 60esima della sua carriera. È diventato il nono pilota a segnare la sua 60esima vittoria in Coppa. Ciò ha segnato anche la diciottesima stagione consecutiva in cui Kyle Busch ha vinto una gara, eguagliando il record stabilito da Richard Petty.

#### Gara 10: GEICO 500
Christopher Bell ha iniziato la gara dalla pole position. La gara ha avuto 41 cambi di vantaggio tra 16 piloti. Bubba Wallace ha vinto la prima tappa della gara. Durante un riavvio nella seconda fase, si è verificato un incidente con più auto che ha coinvolto Joey Logano, Daniel Suárez, Ty Dillon e Harrison Burton. William Byron, che ha condotto il maggior numero di giri in gara, ha vinto la seconda fase della gara. Erik Jones era in testa alla fine della gara. Nell'ultimo giro, Kyle Larson ha tentato di sorpassare Jones per il comando mentre Jones ha bloccato Larson. Ross Chastain è riuscito a sorpassare entrambe le vetture e vincere la gara, la sua seconda vittoria della stagione.

#### Gara 11: DuraMAX Drydene 400

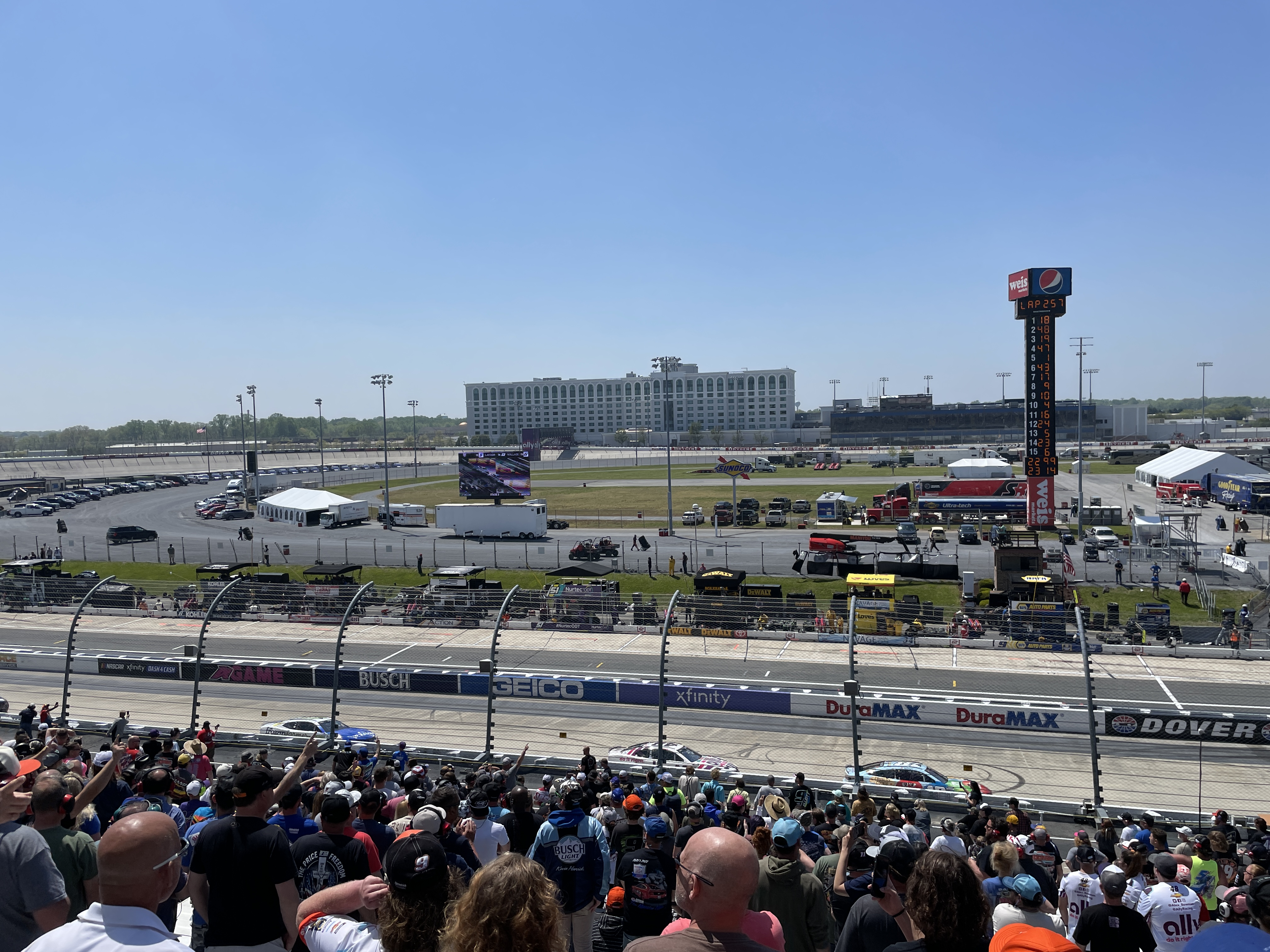
Il DuraMAX Drydene 400 al Dover Motor Speedway a maggio

Chris Buescher era in pole per la gara. La gara è iniziata domenica e sono stati completati 78 giri prima che la pioggia costringesse il resto della gara a rinviare a lunedì. Denny Hamlin ha vinto la prima tappa della gara ma si è staccato uno pneumatico dalla vettura mentre stava uscendo dalla pit road. Nella seconda fase, Hamlin è stato raccolto in un relitto causato dalla rotazione di Cody Ware. Ryan Blaney ha vinto la seconda tappa della gara. Kyle Busch ha condotto il maggior numero di giri in gara. Durante un round di pit stop con bandiera verde, Kyle Busch e Alex Bowman, secondo classificato, erano sulla strada dei box quando è stata emessa un'ammonizione per A. J. Allmendinger che aveva perso una ruota, costringendo i due piloti a ripartire alla fine del giro di testa. Chase Elliott ha condotto gli ultimi giri della gara e ha ottenuto la sua prima vittoria della stagione. Nell'ultimo giro, Ross Chastain e Martin Truex Jr. sono entrati in contatto lottando per il terzo posto, provocando il testacoda di Truex Jr..

#### Gara 12: Goodyear 400
Joey Logano ha preso la pole position per la gara e ha vinto la prima tappa. Ross Chastain ha vinto la Fase 2, ma durante la fase finale ha perso il controllo e ha colpito frontalmente il muro interno, ponendo fine bruscamente alla sua giornata. Brad Keselowski ha fatto esplodere una gomma e si è scontrato con Kyle Busch. Durante l'ammonizione, Busch ha parcheggiato la sua auto sulla strada dei box e si è allontanato quando la sospensione anteriore era troppo danneggiata per tornare al garage. Durante gli ultimi giri, William Byron era in testa, con Logano alle sue spalle. A due giri dalla fine, Logano ha puntato Byron contro il muro esterno, superandolo per vincere la gara.

#### Gara 13: AdventHealth 400
Christopher Bell ha vinto la pole position. Chase Briscoe è andato in testacoda al sesto giro, facendo emergere la prima cautela. Molte vetture hanno subito forature al pneumatico posteriore sinistro, incluso Daniel Suárez a 19 giri dalla fine nella Fase 1. La tappa è stata infine vinta da Kyle Busch. Anche William Byron e Martin Truex Jr. hanno avuto forature al posteriore sinistro, quest'ultimo a due giri dalla fine della fase 2; che è stato vinto da Kurt Busch. Nella fase finale, Kurt Busch ha lottato con Kyle Larson per il comando. A 86 giri dalla fine, i due erano fianco a fianco e Larson scivolava; ma ha impedito alla sua macchina di andare in testacoda. Successivamente, anche Chase Elliott ha avuto una foratura al posteriore sinistro, facendo emergere la settima cautela. Larson e Kurt Busch hanno continuato a lottare per la vittoria, con Kurt Busch che è emerso come il vincitore finale. Elliott ha mantenuto la testa della classifica.

#### Esibizione: NASCAR All-Star Race
Kyle Busch ha conquistato la pole position. Ricky Stenhouse Jr., Chris Buescher e Daniel Suárez si sono qualificati per la gara vincendo le tre fasi dell'All-Star Open mentre Erik Jones ha vinto il voto dei fan. Busch ha vinto la Fase 1. Durante la seconda fase, Kyle Larson ha fatto esplodere una gomma e ha colpito forte il muro, risultando all'ultimo posto. A tre giri dalla fine della tappa, Busch ha tagliato una gomma e ha rallentato. Senza alcuna possibilità di evitare Busch, Ross Chastain lo colpì da dietro prima di volare e scontrarsi con Chase Elliott. Dopo il riavvio, Austin Cindric ha vinto la Fase 2 mentre Ryan Blaney ha vinto la Fase 3. Durante l'ultimo giro, Blaney era più di tre secondi davanti a Denny Hamlin quando Stenhouse ha sfiorato il muro, con il risultato che la NASCAR ha dichiarato un'ammonizione proprio prima che Blaney tagliasse il traguardo. La gara è ricominciata con i tempi supplementari con Blaney che ha vinto la gara e il premio in denaro di 1 milione di dollari. Dopo la gara, tuttavia, la NASCAR è stata criticata per aver richiamato l'ammonizione che ha portato ai tempi supplementari, oltre a consentire a Blaney di correre con una rete per finestre installata in modo errato in quel periodo (Blaney l'aveva rimossa per prepararsi ai festeggiamenti mentre tagliava il traguardo, solo per poi venire a conoscenza dell'incidente di Stenhouse).

#### Gara 14: Coca-Cola 600
Denny Hamlin ha vinto la pole position. Al 46º giro, Daniel Suárez ha superato Kyle Busch per il comando e Kyle Busch è andato in testacoda. Bubba Wallace è andato in testacoda sul rettilineo. Chase Elliott ha vinto la prima tappa, prima di girare in modo simile a Wallace nella tappa 2. A 9 giri dalla fine della tappa 2, Ryan Blaney è andato in testacoda, provocando un incidente con più auto. Suárez ha vinto la tappa e il suo compagno di squadra Ross Chastain ha vinto la tappa successiva. Nella fase finale, Suárez ha provato a bloccare Chase Briscoe ma invece è entrato in contatto con lui, facendo girare Suárez. Chris Buescher non è riuscito a evitare Suárez e ha rotto la sospensione anteriore destra, provocando il bloccaggio della gomma anteriore destra sotto la vettura; questo ha mandato Buescher in un rotolamento a botte, facendo uscire la bandiera rossa. Atterrò sul tetto ma rimase illeso. Kyle Larson e Briscoe hanno superato Chastain, che ha condotto il maggior numero di giri durante tutta la giornata. Verso la fine Briscoe si è avvicinato a Larson, lo ha superato ed è stato superato nuovamente. A 2 giri dalla fine Briscoe ci ha riprovato, ma invece è andato in testacoda contro Larson alla curva 2, il che ha innescato una ripresa dei tempi supplementari. Nella ripartenza, Austin Dillon, con quattro gomme nuove, è andato largo di quattro per prendere il comando, ma invece è andato a naufragare dopo il contatto con Larson; ciò ha innescato un altro incidente automobilistico con più auto e il successivo riavvio. Alla ripartenza finale, Denny Hamlin ha avuto l'interno da Chastain che si è ritirato a causa di danni. Hamlin ha vinto la gara, tenendo a bada il compagno di squadra Kyle Busch. La gara è stata la più lunga nella storia della NASCAR con 619,5 miglia e è durata 5 ore e 13 minuti.

#### Gara 15: Enjoy Illinois 300
Chase Briscoe ha ottenuto la sua prima pole position della stagione al debutto della Cup Series al World Wide Technology Raceway. Ha forato ed è dovuto rientrare ai box. Austin Cindric ha vinto la prima tappa. Nella fase successiva, Ross Chastain ha provato a farsi strada oltre Denny Hamlin ma invece ha messo Hamlin contro il muro. Ryan Blaney ha forato a 46 giri dalla fine, il che ha messo in guardia. Al riavvio Chastain è andato in testacoda Chase Elliott, innescando un'altra faida. Contemporaneamente, proprio dietro Elliott, Bubba Wallace è stato fatto girare in modo simile da Harrison Burton. Elliott in seguito ha anche urtato Chastain per rappresaglia, con Chastain che ha colpito di poco il muro e Hamlin, subito dietro, si è avvicinato a Chastain e lo ha superato. Hamlin ha resistito e ha bloccato Chastain per i giri successivi. Ricky Stenhouse Jr. ha messo Wallace contro il muro mentre cercava di superarlo. Hamlin lo ha visto in prima persona ed ha espresso il suo disappunto; possiede anche la 23XI Racing, la squadra di Wallace. Il compagno di squadra di Wallace Kurt Busch ha vinto la tappa. Nella fase finale Kyle Busch e Joey Logano hanno lottato per la vittoria, ma un guasto al rotore del freno sulla vettura di Kevin Harvick al giro 236 ha mandato la gara ai tempi supplementari. Nella ripresa dei tempi supplementari, Busch ha superato brevemente Logano ma è andato troppo largo alla curva successiva, dando a Logano il comando e alla fine la vittoria.

#### Toyota/Save Mart 350
Kyle Larson ha vinto la pole per la seconda gara su strada della stagione, questa volta al Sonoma Raceway. Ha guidato il suo compagno di squadra Chase Elliott all'inizio. A 16 giri dalla fine della Fase 1, il motore di Bubba Wallace si è guastato e lui ha messo in guardia. Larson ha vinto la tappa. Nella fase successiva Ross Chastain è andato in testacoda cercando di superare il suo compagno di squadra Daniel Suárez. In pit lane, la vettura di Elliott era fuori dal box designato e i meccanici hanno lavorato su di essa, guadagnandogli una penalità che lo ha fatto retrocedere all'ultimo posto. Joey Logano ha vinto la seconda tappa. Nella fase finale, a 49 giri dalla fine, molte vetture lottavano per la posizione dall'ottava posizione in giù. Per breve tempo due file di auto erano larghe tre alla curva 11. Più tardi, Tyler Reddick si è girato. Al 27º giro, la gomma anteriore destra di Larson si è staccata, guadagnando una sospensione per quattro gare per il capo squadra Cliff Daniels e sia per lo smontagomme che per l'operatore del cric. Suárez, che ha dominato l'ultima tappa dal comando, ha vinto la gara, ottenendo la sua prima vittoria nella Cup Series e la terza per la Trackhouse alla sua seconda stagione. È diventato il primo pilota messicano a vincere una gara della Cup Series e anche il quinto pilota internazionale a vincere una gara della Cup Series. Altrove, Hendrick Motorsports ha raggiunto il traguardo di 100.000 miglia guidate nella Cup Series. Elliott è rimasto in testa al campionato contro Chastain. La vittoria di Suárez lo ha portato sul lato positivo della classifica dei playoff, ma con 12 vincitori e dieci gare rimanenti, solo ai primi 16 vincitori delle gare (vittorie, poi punti) è garantita una posizione nei playoff.

#### Gara 17: Ally 400
Denny Hamlin ha vinto la pole dopo che le qualifiche sono state annullate a causa della pioggia dopo il primo round. Alex Bowman è finito contro il muro e non è riuscito a continuare. Dopo una bandiera rossa di diverse ore a causa di pioggia e fulmini, la gara è ripresa mentre Martin Truex Jr. avrebbe spazzato via entrambe le prove. Chase Elliott ha preso il comando ed è riuscito a tenere a bada Kurt Busch per la sua seconda vittoria della stagione.

#### Gara 18: Kwik Trip 250
Chase Elliott ha vinto la pole. Eliott avrebbe dominato la gara e condotto il maggior numero di giri, ma non ha vinto nessuna delle due tappe poiché sono state vinte rispettivamente da Chase Briscoe e Ryan Blaney. Diversi piloti hanno avuto problemi meccanici tra cui Bubba Wallace e Austin Dillon. Tyler Reddick avrebbe superato Elliott per poter diventare il leader dopo gli ultimi round di pit stop con bandiera verde. Reddick si sarebbe allontanato da Elliott per ottenere la sua prima vittoria in carriera nella Cup Series.

#### Gara 19: Quaker State 400
Chase Elliott ha vinto la pole per la seconda settimana consecutiva dopo che le qualifiche erano state annullate a causa della pioggia. Elliott avrebbe condotto il maggior numero di giri e avrebbe vinto entrambe le tappe. Martin Truex Jr. è andato in testacoda dopo il contatto con Ross Chastain e ha raccolto Joey Logano, Kyle Busch, Michael McDowell, Kyle Larson e Austin Dillon. Alex Bowman si è girato ed è finito contro il muro della curva 2 arrivando alla fine della seconda fase. Negli ultimi giri, Denny Hamlin è andato in testacoda dopo il contatto con Chastain e ha raccolto Brad Keselowski. Alla ripartenza, Corey LaJoie ha preso il comando tentando di ottenere la sua prima vittoria in carriera, ma Elliott ha preso il comando a due giri dalla fine. LaJoie ha tentato un passaggio all'ultimo giro, ma Elliott ha bloccato e messo LaJoie contro il muro e ha raccolto Kurt Busch mentre Elliott ha segnato la vittoria con cautela per la sua terza vittoria della stagione.

#### Gara 20: Ambetter 301
Martin Truex Jr. ha vinto la pole. Alex Bowman è entrato nel muro dopo il contatto con Ty Dillon e ha raccolto Josh Bilicki. Corey LaJoie è andato a sbattere contro il muro dopo il contatto con Harrison Burton. Truex ha dominato e vinto entrambe le fasi. Truex è caduto quando Chase Elliott ha preso il comando dopo l'ultimo round di pit stop con bandiera verde. Christopher Bell ha preso il comando di Elliott al giro 259 e si è portato a casa la sua seconda vittoria in carriera.

#### Gara 21: M&M's Fan Appreciation 400
Denny Hamlin ha vinto la pole. Ty Gibbs ha fatto il suo debutto nella Cup Series poiché Kurt Busch non è stato in grado di correre dopo che Busch ha subito una commozione cerebrale in un incidente alla curva 3 durante le prove. Austin Cindric è andato in testacoda presto e un'ammonizione per Aric Almirola ha concluso la prima tappa con la vittoria di Kyle Larson. Hamlin è andato in testacoda mentre Kyle Busch ha vinto la seconda tappa. Ross Chastain ha preso il comando su Busch dopo l'ultimo round di pit stop con bandiera verde e si è allontanato finché Ryan Blaney non si è schiantato violentemente contro il muro. Alla ripresa, Chastain è andato a sbattere contro il muro dopo aver combattuto con Hamlin per il comando e ha raccolto Kevin Harvick. Hamlin è riuscito a staccarsi da Busch per vincere la gara, ma sia Hamlin che Busch hanno fallito l'ispezione post-gara e sono stati squalificati e quindi il terzo posto Chase Elliott si è aggiudicato la vittoria, la sua quarta della stagione, rendendo il per la prima volta nella Cup Series dal 1960 il vincitore fu squalificato e privato della vittoria. Ha anche segnato la prima volta nella storia della NASCAR che il vincitore non ha condotto un solo giro.

#### Gara 22: Verizon 200 at the Brickyard
Tyler Reddick ha vinto la pole. Chase Briscoe ha vinto la prima tappa mentre Christopher Bell ha vinto la seconda. Kyle Larson è andato fuori controllo ed è finito contro Ty Dillon alla curva 1 al giro 62. Bell ha fatto esplodere una gomma, il che ha messo in guardia. Alla ripartenza, Chase Elliott è andato in testacoda e ha raccolto William Byron, Erik Jones, Austin Dillon, Briscoe, Kyle Busch e Martin Truex Jr., che ha mandato la gara ai tempi supplementari. Reddick avrebbe tenuto a bada Austin Cindric per la sua seconda vittoria della stagione.
I compagni di squadra del Team Hezeberg Daniil Kvjat dalla Russia e Loris Hezemans dai Paesi Bassi sono diventati i primi due piloti internazionali a competere in una gara della Cup Series come compagni di squadra dal Dario Franchitti dalla Scozia e Juan Pablo Montoya dalla Colombia sono stati compagni di squadra alle Chip Ganassi Racing nella 2008.

#### Gara 23: FireKeepers Casino 400
Bubba Wallace ha vinto la prima pole della sua carriera. La gara è stata ritardata di poco più di un'ora a causa della pioggia e dei fulmini circa 30 minuti prima dell'inizio della gara. Alla prima ripartenza, JJ Yeley, che non si era fermato a differenza della maggior parte del gruppo, si è liberato alla curva 2 e si è girato in mezzo al campo, raccogliendo Kyle Busch, Aric Almirola, Harrison Burton, Austin Cindric e Ricky Stenhouse Jr. Christopher Bell hanno vinto la prima tappa mentre Denny Hamlin ha vinto la seconda fase. Dopo l'ultimo round di stop con bandiera verde, Bell è andato a sbattere contro il muro dopo il contatto con Ross Chastain. Kevin Harvick si è allontanato alla ripartenza e ha tenuto a bada Wallace per la sua prima vittoria da Bristol nel 2020, interrompendo una serie di 65 gare senza vittorie consecutive, la seconda serie senza vittorie più lunga della sua carriera, e diventando anche il quindicesimo vincitore diverso del stagione, legando un record di serie.

#### Gara 24: Federated Auto Parts 400
Kyle Larson ha vinto la pole. Ross Chastain ha vinto la prima tappa mentre Joey Logano ha vinto la seconda. Kyle Busch è andato in testacoda dopo il contatto con Chastain e ha raccolto Erik Jones e Martin Truex Jr. Kevin Harvick ha preso il comando di Logano e ha tenuto a bada le accuse di Christopher Bell e Chris Buescher per la sua seconda vittoria consecutiva e la 60esima della sua carriera in Coppa. Con questa vittoria, Harvick è diventato il decimo pilota nella storia a vincere 60 o più gare in carriera della Cup Series.

#### Gara 25: Go Bowling at The Glen
Questa gara ha visto la partecipazione di piloti provenienti da sette paesi, il che ha ottenuto il massimo nella storia della Cup Series. Oltre alla maggior parte dei piloti provenienti dagli Stati Uniti e al pilota a tempo pieno della serie Daniel Suárez proveniente dal Messico, i road course ringer Daniil Kvjat dalla Russia, Loris Hezemans dai Paesi Bassi, Kyle Tilley dall'Inghilterra, Mike Rockenfeller dalla Germania e Kimi Räikkönen dalla Finlandia hanno partecipato a questa gara; Kvjat e Hezemans erano compagni di squadra per il Team Hezeberg, Tilley guidava per Live Fast Motorsports con la vettura numero 78, Rockenfeller guidava la numero 77 di Spire e Räikkönen ha debuttato con il PROJECT91 di Trackhouse Racing.
Chase Elliott ha vinto la pole. La gara è stata interrotta anticipatamente dalla bandiera rossa a causa di un fulmine. Chase Briscoe ha vinto la prima tappa mentre Joey Logano ha vinto la seconda. Austin Dillon è andato in testacoda dopo il contatto con Ross Chastain e ha raccolto Kimi Räikkönen, che stava facendo il suo debutto in NASCAR. Kyle Larson ha preso il comando di Elliott in una ripartenza tardiva e ha tenuto a bada A. J. Allmendinger per la sua seconda vittoria consecutiva a The Glen e la sua seconda vittoria della stagione. Elliott ha anche conquistato il campionato della stagione regolare dopo questa gara.

#### Gara 26: Coke Zero Sugar 400
Kyle Larson si è aggiudicato la pole dopo che le qualifiche sono state annullate a causa della pioggia. La gara è stata rinviata da sabato a domenica a causa della pioggia. Larson è uscito presto dalla gara a causa di un motore bruciato. Christopher Bell ha preso contatto con Kevin Harvick e ha raccolto Ryan Blaney. Joey Logano ha vinto la prima tappa mentre Kyle Busch ha vinto la seconda. Michael McDowell ha preso contatto con Tyler Reddick e ha raccolto William Byron, Corey LaJoie, Ross Chastain, e Martin Truex Jr. Chase Briscoe sono stati gettati contro il muro dopo il contatto con Alex Bowman. Negli ultimi giri, Denny Hamlin è stato sbattuto contro il muro e ha raccolto la maggior parte del gruppo tra cui Kevin Harvick, Daniel Hemric, Chase Elliott, Justin Haley, Ty Dillon, Chris Buescher, Harrison Burton e Ricky Stenhouse Jr. Durante l'ammonizione, la gara è stata segnalata con bandiera rossa a causa della pioggia e fulmini. Quando la gara è ripresa, Austin Cindric ha preso il comando, ma Austin Dillon ha scaricato Cindric e ha tenuto a bada il compagno di squadra Reddick per la sua quarta vittoria in carriera per avanzare ai playoff mentre Blaney ha ricevuto il posto finale, mettendo fuori combattimento Truex. Inoltre, la vittoria di Dillon lo ha reso il sedicesimo vincitore diverso della stagione.

### Playoffs

#### Gara 27: Cook Out Southern 500
Joey Logano ha vinto la pole. Diversi piloti dei playoff hanno avuto problemi durante l'intera gara. Chase Elliott si è girato e ha raccolto Chase Briscoe, portando Elliott fuori gara dopo che l'orologio della polizza del veicolo danneggiato è scaduto. William Byron ha vinto la prima tappa, ma ha avuto problemi al motore insieme al compagno di squadra Kyle Larson. Ross Chastain è caduto diversi giri a causa di diversi problemi. Kyle Busch ha vinto la seconda tappa. Kevin Harvick ha avuto un guasto a una gomma e l'auto ha preso fuoco. Il pilota non partecipante ai playoff Martin Truex Jr. era in testa quando ha perso il servosterzo ed è dovuto andare al box. Mentre era in cautela a causa di un incidente che coinvolgeva Cody Ware, Kyle Busch ha fatto esplodere il motore dopo aver dominato gran parte della gara. Erik Jones è riuscito a staccarsi alla ripartenza e a tenere a bada un Denny Hamlin in carica per la sua terza vittoria in carriera, la sua seconda vittoria nella Southern 500 e la prima vittoria per Petty GMS Motorsports. Questa è stata anche la prima vittoria per l'auto numero 43 dalla Coke Zero 400 2014 e la 200esima vittoria complessiva del numero.

#### Gara 28: Hollywood Casino 400
Tyler Reddick ha vinto la pole. Kevin Harvick è andato a sbattere contro il muro e ha rotto la sospensione, portandolo fuori gara. Reddick ha tagliato una gomma ed è andato a sbattere contro il muro mentre era in testa, portandolo fuori gara. Christopher Bell ha vinto la prima tappa. Ricky Stenhouse Jr. ha tagliato una gomma ed è finito contro il muro mentre era secondo. Alla ripartenza, Corey LaJoie è andato a sbattere contro il muro insieme a Aric Almirola e Harrison Burton. Kyle Busch è andato in testacoda dopo che entrambe le gomme posteriori si sono sgonfiate. Alex Bowman ha vinto la seconda tappa e ha condotto il maggior numero di giri. Bowman si è allontanato nella fase finale fino a quando Bubba Wallace ha preso il comando e ha mantenuto il comando dopo l'ultimo round di pit stop con bandiera verde e ha tenuto a bada il proprietario della squadra Denny Hamlin per la sua seconda vittoria in carriera e la prima non -Vittoria abbreviata dalla pioggia. Bell si è assicurato il turno successivo dei playoff a punti.

#### Gara 29: Bass Pro Shops Night Race
Aric Almirola ha vinto la pole. I compagni di squadra di RFK Racing Brad Keselowski e Chris Buescher hanno dominato la gara insieme a Christopher Bell mentre Keselowski ha vinto la prima tappa e Bell ha vinto la seconda tappa. Le vetture Toyota soffrivano di problemi al servosterzo, comprese entrambe le vetture 23XI. Come Darlington due gare prima, i compagni di squadra di Joe Gibbs Racing Martin Truex Jr. e Kyle Busch sono stati eliminati dalla gara rispettivamente con il servosterzo e il motore bruciato. Daniel Suárez ha perso il controllo della sua vettura, mentre gli altri piloti dei playoff Austin Dillon e Tyler Reddick sono rimasti colpiti da gravi danni. Sia Keselowski che Bell hanno fatto esplodere le gomme mentre erano in testa mentre Buescher ha tenuto a bada Chase Elliott per la sua seconda vittoria in carriera e la prima vittoria abbreviata senza pioggia. È stata la prima vittoria di Buescher in 222 gare, la seconda più lunga siccità tra vittorie, la prima vittoria in 175 gare per Jack Roush, la prima vittoria per Keselowski come proprietario. Buescher è diventato anche il diciannovesimo vincitore della stagione, eguagliando il record dell'era moderna stabilito nella 2001. Dillon, Kevin Harvick, Reddick e Kyle Busch sono stati eliminati dai playoff.

#### Gara 30: Autotrader EchoPark Automotive 500
Brad Keselowski ha vinto la pole. La gara ha visto problemi alle gomme per Martin Truex Jr., Kevin Harvick e Chase Elliott, che si sono ritirati dopo che un piccolo incendio è scoppiato nel suo vano motore, spingendolo ad essere l'ultimo sopra il traguardo linea al termine della gara. Anche Christopher Bell ha dovuto affrontare problemi ed è sceso sotto la linea di demarcazione. Kyle Larson ha vinto la prima tappa dopo che Denny Hamlin è entrato in contatto con il pannello del quarto posteriore sinistro. Ryan Blaney, che ha vinto la All Star race all'inizio di quest'anno, ha vinto la Fase 2. Successivamente c'è stata una bandiera rossa per pioggia di 56 minuti. Più tardi, William Byron e Hamlin entrarono in contatto, cosa che lasciò Byron scontento. Byron ha poi colpito Hamlin di proposito con cautela, facendo girare Hamlin. Tyler Reddick ha lottato contro Joey Logano per il comando, con il primo che ha vinto subito dopo essere stato eliminato dal turno precedente dei playoff, e il secondo che si è guadagnato la testa della classifica. Ci sono stati un record di 36 cambi di vantaggio e un record di 16 periodi di cautela. Byron (e Ty Gibbs, che ha urtato Ty Dillon sulla corsia dei box) sono stati successivamente multati per i loro incidenti. Anche Byron è stato inizialmente penalizzato con una perdita di 25 punti, che lo ha fatto scendere dal terzo al decimo posto in classifica, anche se successivamente si è ribaltato Una serie di guasti alle gomme ha portato Alex Bowman a subire una commozione cerebrale che lo ha effettivamente eliminato dai playoff e Cody Ware ha riportato una frattura da impatto alla caviglia dopo essere stato colpito duramente dal muretto dei box.

#### Gara 31: YellaWood 500
Christopher Bell ha vinto la pole. Harrison Burton è stato trasformato e ha raccolto Austin Cindric, Joey Logano, Ty Gibbs, Ricky Stenhouse Jr., Noah Gragson (sostituendo ad Alex Bowman che non ha corso a causa di sintomi simili a una commozione cerebrale) e Justin Allgaier. Corey LaJoie è finito contro il muro con una gomma a terra. Ryan Blaney ha battuto Denny Hamlin vincendo la prima fase mentre Chase Elliott ha vinto la seconda. La gara si è svolta senza alcuna cautela fino a quando Daniel Hemric si è fermato in pista per problemi al motore a sette giri dalla fine. Al riavvio, Elliott ha utilizzato una spinta di Erik Jones per superare Blaney nell'ultimo giro e vincere la sua seconda gara a Talladega e la sua quinta vittoria della stagione per avanzare al turno successivo dei playoff.

#### Gara 32: Bank of America Roval 400
Joey Logano ha vinto la pole. Logano ha vinto la prima tappa mentre Ross Chastain ha vinto la seconda. Tyler Reddick, A. J. Allmendinger e Chase Elliott hanno guidato la gara. Elliott si stava dirigendo verso la vittoria finché non è stata emessa un'ammonizione per detriti, ponendo fine alla gara ai tempi supplementari. Alla ripartenza, Elliott è andato in testacoda dal comando con un contatto con Reddick e Allmendinger mentre Logano è andato in testacoda, facendo uscire la bandiera rossa per un cordolo spostato. Alla ripartenza Christopher Bell, che aveva bisogno di una vittoria per avanzare, ha preso il comando di Kevin Harvick e ha vinto la sua seconda gara della stagione e la terza della sua carriera. Austin Cindric, Kyle Larson, Alex Bowman e Daniel Suárez sono stati eliminati dai playoff.

#### Gara 33: South Point 400
Tyler Reddick ha vinto la pole. Kyle Busch è andato in testacoda con una gomma a terra mentre Bubba Wallace ha vinto la prima tappa. Wallace è entrato in contatto con Kyle Larson ed entrambi si sono girati e sono finiti contro il muro raccogliendo anche Christopher Bell. Wallace ha poi affrontato Larson e lo ha spinto più volte. Ryan Blaney ha vinto la seconda tappa, ma è finito contro il muro ed è andato in testacoda mentre lottava per il comando. Kyle Busch avrebbe più problemi con le gomme poiché una gomma si è staccata dopo un pit stop. Daniel Suárez si è girato mentre lottava contro il compagno di squadra Ross Chastain per la posizione. Alla ripartenza, Chastain si è allontanato dal campo finché Joey Logano non ha catturato e superato Chastain a tre giri dalla fine e Logano ha vinto la gara per avanzare al Campionato 4 a Phoenix.

#### Gara 34: Dixie Vodka 400
William Byron ha vinto la pole.John Hunter Nemechek, sostituendo lo squalificato Bubba Wallace, è andato in testacoda presto. Kyle Larson ha dominato e vinto entrambe le tappe. Chase Briscoe è andato a sbattere contro il muro, subendo gravi danni mentre Ryan Blaney si è girato. Martin Truex Jr. ha condotto negli ultimi giri, ma è stata emessa un'ammonizione per Tyler Reddick che è entrato nel muro, mandando i leader alla pit road. Truex è andato in testacoda sulla pit road dopo il contatto con Larson. Larson è uscito per primo dai box e ha tenuto a bada Ross Chastain e A. J. Allmendinger per la sua terza vittoria della stagione.

#### Gara 35: Xfinity 500
Kyle Larson ha vinto la pole. Denny Hamlin ha dominato e vinto entrambe le tappe. Kyle Busch ha avuto problemi alle gomme ed è caduto diversi giri. Tyler Reddick è uscito presto dalla gara perché non si sentiva bene. Austin Dillon si è schiantato violentemente contro il muro a causa di problemi ai freni. Chase Briscoe, avendo bisogno di una vittoria per avanzare, è rimasto fuori dai box e si è allontanato dal campo finché Christopher Bell, che anche lui aveva bisogno di vincere per avanzare, ha superato Briscoe per il guidare e tenere a bada il poleman Larson per vincere la gara e avanzare al Campionato 4 a Phoenix unendosi a Joey Logano. Chase Elliott è arrivato a punti così come Ross Chastain, che ha cavalcato il muro in una mossa da videogioco per passare dal 10º al 5º posto nell'ultima curva dell'ultimo giro per battere Hamlin per il posto finale mentre Hamlin, Briscoe, Ryan Blaney e William Byron sono stati eliminati. Brad Keselowski ha ottenuto il suo miglior piazzamento dell'anno al 4º posto, ma non ha superato l'ispezione post-gara e gli è stato attribuito l'ultimo posto.

#### Gara 36: NASCAR Cup Series Championship Race
Joey Logano ha vinto la pole. Logano ha vinto la prima tappa mentre Ryan Blaney ha vinto la seconda. Chase Elliott si è girato ed è finito contro il muro dopo il contatto con Ross Chastain. Brad Keselowski ha forato una gomma e l'auto ha preso fuoco. Logano ha preso il comando del vincitore primaverile Chase Briscoe e ha tenuto a bada Blaney per vincere la gara e diventare il campione della NASCAR Cup Series 2022.

## Risultati stagione
| Round                      | Gara                                | Pole position    | Più giri condotti           | Vincitore        | Costruttore | Resoconto |
| -------------------------- | ----------------------------------- | ---------------- | --------------------------- | ---------------- | ----------- | --------- |
|                            | Busch Light Clash at The Coliseum   | Kyle Busch       | Kyle Busch                  | Joey Logano      | Ford        | Resoconto |
|                            | Bluegreen Vacations Duel 1          | Kyle Larson      | Kyle Larson                 | Brad Keselowski  | Ford        | Resoconto |
|                            | Bluegreen Vacations Duel 2          | Alex Bowman      | Joey Logano                 | Chris Buescher   | Ford        | Resoconto |
| 1                          | Daytona 500                         | Kyle Larson      | Brad Keselowski             | Austin Cindric   | Ford        | Resoconto |
| 2                          | WISE Power 400                      | Austin Cindric   | Tyler Reddick               | Kyle Larson      | Chevrolet   | Resoconto |
| 3                          | Pennzoil 400                        | Christopher Bell | Ross Chastain               | Alex Bowman      | Chevrolet   | Resoconto |
| 4                          | Ruoff Mortgage 500                  | Ryan Blaney      | Ryan Blaney                 | Chase Briscoe    | Ford        | Resoconto |
| 5                          | Folds of Honor QuikTrip 500         | Chase Briscoe    | William Byron               | William Byron    | Chevrolet   | Resoconto |
| 6                          | EchoPark Texas Grand Prix           | Ryan Blaney      | Ross Chastain               | Ross Chastain    | Chevrolet   | Resoconto |
| 7                          | Toyota Owners 400                   | Ryan Blaney      | Ryan Blaney                 | Denny Hamlin     | Toyota      | Resoconto |
| 8                          | Blue-Emu Maximum Pain Relief 400    | Chase Elliott    | William Byron               | William Byron    | Chevrolet   | Resoconto |
| 9                          | Food City Dirt Race                 | Cole Custer      | Tyler Reddick               | Kyle Busch       | Toyota      | Resoconto |
| 10                         | GEICO 500                           | Christopher Bell | William Byron               | Ross Chastain    | Chevrolet   | Resoconto |
| 11                         | DuraMAX Drydene 400                 | Chris Buescher   | Kyle Busch                  | Chase Elliott    | Chevrolet   | Resoconto |
| 12                         | Goodyear 400                        | Joey Logano      | Joey Logano                 | Joey Logano      | Ford        | Resoconto |
| 13                         | AdventHealth 400                    | Christopher Bell | Kyle Busch                  | Kyle Busch       | Toyota      | Resoconto |
|                            | NASCAR All Star Open                | Tyler Reddick    | Ricky Stenhouse Jr.         | Daniel Suárez    | Chevrolet   | Resoconto |
|                            | NASCAR All Star Race                | Kyle Busch       | Ryan Blaney                 | Ryan Blaney      | Ford        | Resoconto |
| 14                         | Coca-Cola 600                       | Denny Hamlin     | Ross Chastain               | Denny Hamlin     | Toyota      | Resoconto |
| 15                         | Enjoy Illinois 300                  | Chase Briscoe    | Kyle Busch                  | Joey Logano      | Ford        | Resoconto |
| 16                         | Toyota/Save Mart 350                | Kyle Larson      | Daniel Suárez               | Daniel Suárez    | Chevrolet   | Resoconto |
| 17                         | Ally 400                            | Denny Hamlin     | Denny Hamlin                | Chase Elliott    | Chevrolet   | Resoconto |
| 18                         | Kwik Trip 250                       | Chase Elliott    | Chase Elliott               | Tyler Reddick    | Chevrolet   | Resoconto |
| 19                         | Quaker State 400                    | Chase Elliott    | Chase Elliott               | Chase Elliott    | Chevrolet   | Resoconto |
| 20                         | Ambetter 301                        | Martin Truex Jr. | Martin Truex Jr.            | Christopher Bell | Toyota      | Resoconto |
| 21                         | M&M's Fan Appreciation 400          | Denny Hamlin     | Kyle Busch                  | Chase Elliott    | Chevrolet   | Resoconto |
| 22                         | Verizon 200 at the Brickyard        | Tyler Reddick    | Tyler Reddick               | Tyler Reddick    | Chevrolet   | Resoconto |
| 23                         | FireKeepers Casino 400              | Bubba Wallace    | Denny Hamlin Kevin Harvick  | Kevin Harvick    | Ford        | Resoconto |
| 24                         | Federated Auto Parts 400            | Kyle Larson      | Joey Logano                 | Kevin Harvick    | Ford        | Resoconto |
| 25                         | Go Bowling at The Glen              | Chase Elliott    | Chase Elliott               | Kyle Larson      | Chevrolet   | Resoconto |
| 26                         | Coke Zero Sugar 400                 | Kyle Larson      | Chase Elliott               | Austin Dillon    | Chevrolet   | Resoconto |
| NASCAR CUP Series Playoffs |                                     |                  |                             |                  |             |           |
| Round of 16                |                                     |                  |                             |                  |             |           |
| 27                         | Cook Out Southern 500               | Joey Logano      | Kyle Busch                  | Erik Jones       | Chevrolet   | Resoconto |
| 28                         | Hollywood Casino 400                | Tyler Reddick    | Alex Bowman                 | Bubba Wallace    | Toyota      | Resoconto |
| 29                         | Bass Pro Shops Night Race           | Aric Almirola    | Chris Buescher              | Chris Buescher   | Ford        | Resoconto |
| Round of 12                |                                     |                  |                             |                  |             |           |
| 30                         | Autotrader EchoPark Automotive 500  | Brad Keselowski  | Tyler Reddick               | Tyler Reddick    | Chevrolet   | Resoconto |
| 31                         | YellaWood 500                       | Christopher Bell | Aric Almirola Ross Chastain | Chase Elliott    | Chevrolet   | Resoconto |
| 32                         | Bank of America Roval 400           | Joey Logano      | Chase Elliott               | Christopher Bell | Toyota      | Resoconto |
| Round of 8                 |                                     |                  |                             |                  |             |           |
| 33                         | South Point 400                     | Tyler Reddick    | Ross Chastain               | Joey Logano      | Ford        | Resoconto |
| 34                         | Dixie Vodka 400                     | William Byron    | Kyle Larson                 | Kyle Larson      | Chevrolet   | Resoconto |
| 35                         | Xfinity 500                         | Kyle Larson      | Denny Hamlin                | Christopher Bell | Toyota      | Resoconto |
| Championship 4             |                                     |                  |                             |                  |             |           |
| 36                         | NASCAR Cup Series Championship Race | Joey Logano      | Joey Logano                 | Joey Logano      | Ford        | Resoconto |

## Classifiche

### Classifica Piloti
(chiave) Grassetto – Pole position assegnata in base al tempo. Corsivo – Pole position stabilita con la formula della competizione. * – Maggiori giri in testa. 1 – Vincitore Stage 1. 2 – Vincitore Stage 2. 3 – Vincitore Stage 3.1–10 - I primi 10 classificati della Regular Season.

. – Eliminato dopo il Round of 16
. – Eliminato dopo il Round of 12
. – Eliminato dopo il Round of 8
| Pos. | Pilota               | DAY  | CAL   | LVS | PHO | ATL | COA | RCH | MAR  | BRD | TAL  | DOV | DAR | KAN | CLT  | GTW | SON | NSH  | ROA | ATL  | NHA  | POC | IRC | MCH | RCH | GLN | DAY |      | DAR | KAN | BRI | TEX | TAL | ROV | LVS  | HOM  | MAR | PHO  | Pts.  | Stage | Bonus |
| --- | -------------------- | ---- | ----- | --- | --- | --- | --- | --- | ---- | --- | ---- | --- | --- | --- | ---- | --- | --- | ---- | --- | ---- | ---- | --- | --- | --- | --- | --- | --- | ---- | --- | --- | --- | --- | --- | --- | ---- | ---- | --- | ---- | ----- | ----- | ----- |
| 1 | Joey Logano          | 21   | 5     | 14  | 8   | 9   | 31  | 17  | 2    | 3   | 32   | 29  | 1*1 | 17  | 20   | 1   | 172 | 9    | 27  | 26   | 24   | 20  | 6   | 4   | 6*2 | 32  | 121 | 4    | 17  | 27  | 2   | 27  | 181 | 1   | 18   | 6    | 1*1 | 5040 | –     | 262   |       |
| 2 | Ross Chastain        | 40   | 29    | 3*2 | 2   | 2   | 1*  | 19  | 5    | 33  | 1    | 3   | 302 | 7   | 15*3 | 8   | 7   | 5    | 4   | 2    | 8    | 322 | 27  | 24  | 181 | 21  | 33  | 20   | 7   | 6   | 13  | 4*  | 372 | 2*  | 2    | 4    | 3   | 5034 | –     | 216   |       |
| 3 | Christopher Bell     | 34   | 36    | 10  | 26  | 23  | 3   | 6   | 20   | 7   | 22   | 4   | 6   | 5   | 5    | 9   | 27  | 8    | 18  | 19   | 1    | 4   | 122 | 261 | 2   | 8   | 36  | 5    | 31  | 42  | 34  | 17  | 1   | 34  | 11   | 1    | 10  | 5027 | –     | 187   |       |
| 4 | Chase Elliott        | 10   | 26    | 9   | 11  | 6   | 4   | 14  | 1012 | 8   | 7    | 1   | 5   | 29  | 331  | 21  | 8   | 1    | 2*  | 1*12 | 2    | 1   | 16  | 11  | 5   | 4*  | 29* | 36   | 11  | 2   | 32  | 12  | 20* | 21  | 14   | 10   | 28  | 5009 | –     | 461   |       |
| NASCAR Cup Series Playoffs cut-off |                      |      |       |     |     |     |     |     |      |     |      |     |     |     |      |     |     |      |     |      |      |     |     |     |     |     |     |      |     |     |     |     |     |     |      |      |     |      |       |       |       |
| Pos. | Pilota               | DAY  | CAL   | LVS | PHO | ATL | COA | RCH | MAR  | BRD | TAL  | DOV | DAR | KAN | CLT  | GTW | SON | NSH  | ROA | ATL  | NHA  | POC | IRC | MCH | RCH | GLN | DAY |      | DAR | KAN | BRI | TEX | TAL | ROV | LVS  | HOM  | MAR | PHO  | Pts.  | Stage | Bonus |
| 5 | Denny Hamlin         | 37   | 15    | 32  | 13  | 29  | 182 | 1   | 28   | 35  | 18   | 211 | 21  | 4   | 1    | 34  | 31  | 6*   | 17  | 25   | 6    | 35  | 14  | 3*2 | 4   | 20  | 25  | 2    | 2   | 9   | 10  | 5   | 13  | 5   | 7    | 5*12 | 8   | 2379 | 27    | 13    |       |
| 6 | William Byron        | 38   | 34    | 5   | 181 | 1*1 | 12  | 3   | 1*   | 18  | 15*2 | 22  | 13  | 16  | 32   | 19  | 9   | 35   | 16  | 30   | 11   | 12  | 31  | 12  | 11  | 22  | 34  | 81   | 6   | 3   | 7   | 12  | 16  | 13  | 12   | 7    | 6   | 2378 | 31    | 1510  |       |
| 7 | Kyle Larson          | 32   | 1     | 2   | 34  | 30  | 29  | 5   | 19   | 41  | 4    | 6   | 36  | 2   | 9    | 12  | 151 | 4    | 3   | 13   | 14   | 51  | 35  | 7   | 14  | 1   | 37  | 12   | 8   | 5   | 91  | 18  | 35  | 35  | 1*12 | 2    | 9   | 2354 | 83    | 205   |       |
| 8 | Ryan Blaney          | 4    | 18    | 36  | 4*2 | 172 | 6   | 7*1 | 4    | 5   | 11   | 262 | 17  | 12  | 29   | 4   | 6   | 3    | 112 | 5    | 18   | 33  | 26  | 5   | 10  | 24  | 15  | 13   | 9   | 30  | 42  | 21  | 26  | 282 | 17   | 3    | 2   | 2354 | 53    | 153   |       |
| 9 | Chase Briscoe        | 3    | 16    | 35  | 1   | 15  | 30  | 11  | 9    | 222 | 37   | 13  | 20  | 24  | 4    | 24  | 13  | 34   | 141 | 16   | 15   | 15  | 231 | 20  | 23  | 251 | 31  | 27   | 13  | 14  | 5   | 10  | 9   | 4   | 36   | 9    | 4   | 2292 | 21    | 9     |       |
| 10 | Daniel Suárez        | 18   | 4     | 37  | 9   | 4   | 241 | 16  | 29   | 12  | 31   | 14  | 10  | 33  | 252  | 23  | 1*  | 15   | 5   | 6    | 9    | 3   | 28  | 25  | 19  | 5   | 24  | 18   | 10  | 19  | 12  | 8   | 36  | 16  | 10   | 12   | 24  | 2272 | 57    | 7     |       |
| 11 | Austin Dillon        | 25   | 2     | 11  | 21  | 35  | 10  | 10  | 3    | 31  | 2    | 23  | 9   | 13  | 22   | 15  | 11  | 14   | 31  | 35   | 23   | 10  | 30  | 13  | 16  | 17  | 1   | 17   | 14  | 31  | 17  | 13  | 10  | 10  | 4    | 33   | 13  | 2228 | 15    | 5     |       |
| 12 | Austin Cindric (R)   | 1    | 12    | 19  | 24  | 32  | 8   | 20  | 11   | 16  | 21   | 36  | 18  | 11  | 34   | 111 | 5   | 7    | 7   | 3    | 13   | 31  | 2   | 37  | 12  | 13  | 3   | 16   | 12  | 20  | 15  | 9   | 21  | 29  | 19   | 26   | 11  | 2226 | 28    | 6     |       |
| 13 | Kyle Busch           | 6    | 14    | 4   | 7   | 33  | 28  | 9   | 7    | 1   | 3    | 7*  | 33  | 31  | 2    | 2*  | 30  | 21   | 29  | 20   | 12   | 36* | 11  | 36  | 9   | 32  | 102 | 30*2 | 26  | 34  | 36  | 20  | 3   | 3   | 9    | 29   | 7   | 2224 | 41    | 118   |       |
| 14 | Tyler Reddick        | 35   | 24*12 | 7   | 3   | 28  | 5   | 12  | 18   | 2*  | 39   | 30  | 2   | 30  | 6    | 16  | 35  | 18   | 1   | 29   | 21   | 2   | 1*  | 29  | 31  | 7   | 2   | 3    | 35  | 25  | 1*  | 28  | 8   | 6   | 35   | 35   | 23  | 2215 | 22    | 17    |       |
| 15 | Kevin Harvick        | 30   | 7     | 12  | 6   | 21  | 11  | 2   | 14   | 34  | 10   | 9   | 4   | 15  | 3    | 33  | 4   | 10   | 10  | 12   | 5    | 27  | 33  | 1*  | 1   | 12  | 20  | 33   | 36  | 10  | 19  | 29  | 2   | 12  | 8    | 16   | 5   | 2126 | 14    | 129   |       |
| 16 | Alex Bowman          | 24   | 25    | 1   | 14  | 10  | 2   | 8   | 12   | 6   | 9    | 5   | 29  | 9   | 10   | 13  | 16  | 36   | 12  | 32   | 35   | 11  | 32  | 9   | 20  | 14  | 14  | 10   | 4*2 | 32  | 29  |     |     |     |      |      | 34  | 2107 | –     | 7     |       |
| 17 | Martin Truex Jr.     | 1312 | 13    | 8   | 35  | 8   | 7   | 42  | 22   | 21  | 5    | 12  | 24  | 6   | 12   | 6   | 26  | 2212 | 13  | 11   | 4*12 | 7   | 21  | 6   | 7   | 23  | 8   | 31   | 5   | 36  | 31  | 26  | 17  | 7   | 6    | 20   | 15  | 1037 | 238   | 144   |       |
| 18 | Erik Jones           | 29   | 3     | 31  | 25  | 14  | 9   | 23  | 13   | 24  | 6    | 10  | 25  | 32  | 14   | 7   | 22  | 11   | 26  | 4    | 19   | 9   | 15  | 8   | 35  | 10  | 17  | 1    | 29  | 21  | 6   | 6   | 11  | 8   | 30   | 18   | 14  | 831  | 110   | 5     |       |
| 19 | Bubba Wallace        | 2    | 19    | 25  | 22  | 13  | 38  | 26  | 16   | 28  | 171  | 16  | 27  | 10  | 28   | 26  | 36  | 12   | 35  | 14   | 3    | 8   | 5   | 2   | 13  | 35  | 11  | 9    | 1   | 29  | 25  | 16  | 7   | 361 |      | 8    | 22  | 764  | 99    | 6     |       |
| 20 | Aric Almirola        | 5    | 6     | 6   | 12  | 22  | 19  | 21  | 8    | 23  | 13   | 19  | 11  | 26  | 17   | 5   | 14  | 17   | 28  | 8    | 31   | 13  | 38  | 34  | 8   | 29  | 21  | 11   | 21  | 28  | 24  | 14* | 15  | 18  | 21   | 15   | 20  | 760  | 67    | –     |       |
| 21 | Chris Buescher       | 16   | 35    | 18  | 10  | 7   | 21  | 15  | 15   | 15  | 38   | 8   | 16  | 27  | 26   |     | 2   | 30   | 6   | 33   | 17   | 29  | 10  | 16  | 3   | 9   | 27  | 26   | 15  | 1*  | 30  | 25  | 6   | 15  | 13   | 24   | 21  | 727  | 41    | 5     |       |
| 22 | Justin Haley         | 23   | 23    | 17  | 17  | 11  | 15  | 29  | 31   | 14  | 12   | 11  | 3   | 35  | 27   | 14  | 12  | 23   | 24  | 7    | 20   | 21  | 19  | 17  | 21  | 18  | 28  | 19   | 19  | 12  | 3   | 15  | 5   | 14  | 28   | 27   | 27  | 699  | 28    | –     |       |
| 23 | Michael McDowell     | 7    | 31    | 27  | 27  | 24  | 13  | 30  | 25   | 9   | 8    | 17  | 7   | 23  | 8    | 18  | 3   | 13   | 8   | 15   | 28   | 6   | 8   | 28  | 29  | 6   | 32  | 6    | 16  | 11  | 11  | 3   | 27  | 19  | 16   | 16   | 25  | 663  | 23    | -10   |       |
| 24 | Brad Keselowski      | 9*   | 27    | 24  | 23  | 12  | 14  | 13  | 17   | 11  | 23   | 20  | 34  | 14  | 30   | 20  | 10  | 29   | 33  | 18   | 7    | 14  | 20  | 15  | 15  | 19  | 35  | 7    | 25  | 131 | 8   | 24  | 14  | 17  | 5    | 36   | 35  | 629  | 77    | -9    |       |
| 25 | Cole Custer          | 20   | 11    | 33  | 16  | 34  | 23  | 22  | 21   | 13  | 29   | 15  | 26  | 22  | 21   | 29  | 21  | 26   | 15  | 9    | 27   | 17  | 9   | 31  | 26  | 11  | 16  | 14   | 22  | 8   | 35  | 21  | 24  | 20  | 24   | 14   | 16  | 589  | 48    | –     |       |
| 26 | Ricky Stenhouse Jr.  | 28   | 10    | 21  | 28  | 31  | 37  | 28  | 27   | 29  | 30   | 2   | 8   | 8   | 7    | 32  | 25  | 16   | 19  | 31   | 22   | 18  | 13  | 33  | 22  | 15  | 22  | 35   | 30  | 33  | 27  | 22  | 19  | 23  | 15   | 21   | 32  | 580  | 64    | –     |       |
| 27 | Harrison Burton (R)  | 39   | 33    | 16  | 29  | 25  | 17  | 18  | 26   | 20  | 34   | 24  | 14  | 21  | 11   | 25  | 28  | 25   | 22  | 10   | 25   | 23  | 3   | 32  | 25  | 28  | 19  | 21   | 32  | 16  | 18  | 36  | 28  | 26  | 20   | 11   | 19  | 573  | 50    | –     |       |
| 28 | Todd Gilliland (R)   | 33   | 20    | 23  | 19  | 27  | 16  | 25  | 30   | 17  | 27   | 28  | 15  | 25  | 16   | 22  | 24  | 24   | 25  | 17   | 26   | 25  | 4   | 27  | 27  | 38  | 23  | 28   | 23  | 18  | 28  | 7   | 30  | 25  | 31   | 13   | 29  | 531  | 31    | –     |       |
| 29 | Ty Dillon            | 11   | 17    | 20  | 15  | 36  | 20  | 24  | 23   | 10  | 33   | 27  | 12  | 20  | 13   | 27  | 23  | 31   | 20  | 28   | 33   | 22  | 34  | 14  | 17  | 16  | 18  | 22   | 20  | 26  | 16  | 23  | 25  | 33  | 26   | 31   | 26  | 518  | 33    | –     |       |
| 30 | Kurt Busch           | 19   | 8     | 13  | 5   | 3   | 32  | 35  | 6    | 32  | 16   | 31  | 28  | 1*2 | 31   | 32  | 18  | 2    | 23  | 22   | 10   | QL† |     |     |     |     |     |      |     |     |     |     |     |     |      |      |     | 485  | 77    | 7     |       |
| 31 | Corey LaJoie         | 14   | 28    | 15  | 36  | 5   | 36  | 31  | 32   | 19  | 14   | 18  | 35  | 19  | 35   | 36  | 34  | 20   | 34  | 21   | 32   | 19  | 18  | 19  | 28  | 27  | 30  | 24   | 33  | 15  | 14  | 35  | 12  | 24  | 23   | 21   | 18  | 466  | 8     | –     |       |
| 32 | Cody Ware            | 17   | 32    | 26  | 31  | 26  | 27  | 36  | 33   | 26  | 28   | 34  | 19  | 34  | 18   | 35  | 32  | 27   | 32  | 23   | 30   | 26  | 24  | 22  | 34  | 34  | 6   | 32   | 27  | 17  | 33  | 32  |     | 27  | 34   | 28   | 30  | 305  | 2     | –     |       |
| 33 | David Ragan          | 8    |       |     |     | 18  |     |     |      |     | 24   |     |     |     |      |     |     |      |     |      |      |     |     |     |     |     | 9   |      |     |     |     |     |     |     |      |      |     | 89   | –     | –     |       |
| 34 | Joey Hand            |      |       |     |     |     | 35  |     |      |     |      |     |     |     |      |     | 20  |      | 21  |      |      |     | 29  |     |     | 31  |     |      |     |     |     |     | 38  |     |      |      |     | 64   | 14    | –     |       |
| 35 | Greg Biffle          | 36‡  |       | 34  |     | 20  |     | 37  |      |     | 35   |     |     |     |      |     |     |      |     |      |      |     |     |     |     |     |     |      |     |     |     |     |     |     |      |      |     | 24   | –     | –     |       |
| 36 | Jacques Villeneuve   | 22   |       |     |     |     |     |     |      |     |      |     |     |     |      |     |     |      |     |      |      |     |     |     |     |     |     |      |     |     |     |     |     |     |      |      |     | 15   | –     | –     |       |
| 37 | Mike Rockenfeller    |      |       |     |     |     |     |     |      |     |      |     |     |     |      |     |     |      |     |      |      |     |     |     |     | 30  |     |      |     |     |     |     | 29  |     |      |      |     | 15   | –     | –     |       |
| 38 | Boris Said           |      |       |     |     |     | 26  |     |      |     |      |     |     |     |      |     |     |      |     |      |      |     |     |     |     |     |     |      |     |     |     |     |     |     |      |      |     | 11   | –     | –     |       |
| 39 | Kyle Tilley          |      |       |     |     |     |     |     |      |     |      |     |     |     |      |     |     |      | 30  |      |      |     |     |     |     | 39  |     |      |     |     |     |     |     |     |      |      |     | 8    | –     | –     |       |
| 40 | Conor Daly           |      |       |     |     |     |     |     |      |     |      |     |     |     |      |     |     |      |     |      |      |     |     |     |     |     |     |      |     |     |     |     | 34  |     |      |      |     | 3    | –     | –     |       |
| 41 | Kimi Räikkönen       |      |       |     |     |     |     |     |      |     |      |     |     |     |      |     |     |      |     |      |      |     |     |     |     | 37  |     |      |     |     |     |     |     |     |      |      |     | 1    | –     | –     |       |
| Piloti non idonei per i punti |                      |      |       |     |     |     |     |     |      |     |      |     |     |     |      |     |     |      |     |      |      |     |     |     |     |     |     |      |     |     |     |     |     |     |      |      |     |      |       |       |       |
| Pos. | Pilota               | DAY  | CAL   | LVS | PHO | ATL | COA | RCH | MAR  | BRD | TAL  | DOV | DAR | KAN | CLT  | GTW | SON | NSH  | ROA | ATL  | NHA  | POC | IRC | MCH | RCH | GLN | DAY |      | DAR | KAN | BRI | TEX | TAL | ROV | LVS  | HOM  | MAR | PHO  | Pts.  | Stage | Bonus |
| | A. J. Allmendinger   |      |       |     | 20  |     | 33  | 27  | 24   |     |      | 33  |     |     |      | 10  | 19  | 19   | 9   |      | 16   |     | 7   |     |     | 2   |     |      |     | 7   |     |     | 4   | 9   | 3    | 23   | 12  |      |       |       |       |
| | Landon Cassill       | 15   |       |     | 30  |     |     | 32  |      |     | 19   |     | 22  |     |      |     |     |      |     | 24   |      |     |     |     | 30  |     | 4   | 25   | 24  | 22  | 22  | 11  |     | 32  | 29   | 32   | 36  |      |       |       |       |
| | Noah Gragson         | 31   |       |     |     | 37  |     |     |      | 27  | 20   |     |     | 18  | 24   |     |     |      |     | 34   |      | 24  |     | 30  | 24  |     | 5   |      | 18  |     | 21  | 19  | 23  | 11  | 25   | 25   |     |      |       |       |       |
| | B. J. McLeod         | 27   | 22    | 28  | 33  | 19  |     | 34  | 36   |     | 26   | 35  | 32  | 36  | 19   | 30  |     | 32   |     | 36   | 36   | 30  |     | 23  | 33  |     | 7   | 29   | 31  | 24  | 26  | 33  |     | 30  | 33   | 34   | 31  |      |       |       |       |
| | Daniel Hemric        | 12   | 9     | 22  |     |     |     |     |      |     | 36   |     | 31  |     |      |     |     |      |     |      |      |     |     |     |     |     | 26  | 23   |     |     |     | 34  |     |     |      |      | 17  |      |       |       |       |
| | Ty Gibbs             |      |       |     |     |     |     |     |      |     |      |     |     |     |      |     |     |      |     |      |      | 16  | 17  | 10  | 36  | 26  | 13  | 15   | 34  | 35  | 20  | 37  | 22  | 22  | 22   | 19   | QL¶ |      |       |       |       |
| | Josh Bilicki         |      | 30    | 29  |     | 16  | 22  |     | 35   |     |      | 32  |     | 28  | 36   | 28  | 29  | 33   | 36  |      | 34   | 34  | 22  | 21  |     |     |     |      |     |     |     |     |     |     |      |      |     |      |       |       |       |
| | Zane Smith           |      |       |     |     |     |     |     |      |     |      |     |     |     |      | 17  |     |      |     |      |      |     |     |     |     |     |     |      |     |     |     |     |     |     |      |      |     |      |       |       |       |
| | Austin Hill          |      |       |     |     |     |     |     |      |     |      |     |     |     |      |     |     |      |     |      |      |     |     | 18  |     |     |     |      |     |     |     |     |     |     |      |      |     |      |       |       |       |
| | Garrett Smithley     |      | 21    | 30  | 32  |     |     |     |      |     |      |     |     |     |      |     |     |      |     | 27   |      |     |     |     |     |     |     |      |     |     | 23  |     |     |     |      |      | 33  |      |       |       |       |
| | J. J. Yeley          | NQ   |       |     |     |     |     | 33  | 34   | 30  | 25   |     | 23  | 31  |      |     |     | 28   |     |      | 29   | 28  |     | 35  | 32  |     |     | 34   | 28  | 23  |     | 31  | 32  | 31  | 32   | 30   |     |      |       |       |       |
| | Kaz Grala            | 26   |       |     |     |     | 25  |     |      |     |      |     |     |     | 23   |     |     |      |     |      |      |     |     |     |     |     |     |      |     |     |     |     |     |     |      |      |     |      |       |       |       |
| | Josh Williams        |      |       |     |     |     |     |     |      | 25  |      |     |     |     |      |     |     |      |     |      |      |     | 25  |     |     |     |     |      |     |     |     |     | 31  |     |      |      |     |      |       |       |       |
| | Ryan Preece          |      |       |     |     |     |     |     |      |     |      | 25  |     |     | 37   |     |     |      |     |      |      |     |     |     |     |     |     |      |     |     |     |     |     |     |      |      |     |      |       |       |       |
| | John Hunter Nemechek |      |       |     |     |     |     |     |      |     |      |     |     |     |      |     |     |      |     |      |      |     |     |     |     |     |     |      |     |     |     |     |     |     | 27   |      |     |      |       |       |       |
| | Justin Allgaier      |      |       |     |     |     |     |     |      | 36  |      |     |     |     |      |     |     |      |     |      |      |     |     |     |     |     |     |      |     |     |     | 30  |     |     |      |      |     |      |       |       |       |
| | Parker Kligerman     |      |       |     |     |     |     |     |      |     |      |     |     |     |      | 31  |     |      |     |      |      |     |     |     |     |     |     |      |     |     |     |     |     |     |      |      |     |      |       |       |       |
| | Loris Hezemans       |      |       |     |     |     | 34  |     |      |     |      |     |     |     |      |     |     |      | 37  |      |      |     | 37  |     |     | 33  |     |      |     |     |     |     | 33  |     |      |      |     |      |       |       |       |
| | Scott Heckert        |      |       |     |     |     |     |     |      |     |      |     |     |     |      |     | 33  |      |     |      |      |     |     |     |     |     |     |      |     |     |     |     |     |     |      |      |     |      |       |       |       |
| | Daniil Kvjat         |      |       |     |     |     |     |     |      |     |      |     |     |     |      |     |     |      |     |      |      |     | 36  |     |     | 36  |     |      |     |     |     |     | 39  |     |      |      |     |      |       |       |       |
| | Andy Lally           |      |       |     |     |     | 39  |     |      |     |      |     |     |     |      |     |     |      |     |      |      |     |     |     |     |     |     |      |     |     |     |     |     |     |      |      |     |      |       |       |       |
| | Timmy Hill           | NQ   |       |     |     |     |     |     |      |     |      |     |     |     |      |     |     |      |     |      |      |     |     |     |     |     |     |      |     |     |     |     |     |     |      |      |     |      |       |       |       |
| | Ben Rhodes           |      |       |     |     |     |     |     |      |     |      |     |     |     |      | QL  |     |      |     |      |      |     |     |     |     |     |     |      |     |     |     |     |     |     |      |      |     |      |       |       |       |
| Pos. | Pilota               | DAY  | CAL   | LVS | PHO | ATL | COA | RCH | MAR  | BRD | TAL  | DOV | DAR | KAN | CLT  | GTW | SON | NSH  | ROA | ATL  | NHA  | POC | IRC | MCH | RCH | GLN | DAY | DAR  | KAN | BRI | TEX | TAL | ROV | LVS | HOM  | MAR  | PHO | Pts. | Stage | Bonus |       |
| † – Kurt Busch originariamente si era qualificato per la gara, ma non è stato autorizzato a correre dopo un incidente nell'ultimo round delle qualifiche ed è stato sostituito da Ty Gibbs. ‡ – Greg Biffle ha iniziato a ricevere punti a Las Vegas a marzo. ¶ – Ty Gibbs originariamente si era qualificato per la gara, ma non ha gareggiato a causa di un'emergenza familiare ed è stato sostituito da Daniel Hemric. |                      |      |       |     |     |     |     |     |      |     |      |     |     |     |      |     |     |      |     |      |      |     |     |     |     |     |     |      |     |     |     |     |     |     |      |      |     |      |       |       |       |

### Classifica Costruttori
Dopo 36 di 36 gare
| Pos | Costruttore | Vittorie | Punti |
| --- | ----------- | -------- | ----- |
| 1   | Chevrolet   | 19       | 1324  |
| 2   | Ford        | 9        | 1250  |
| 3   | Toyota      | 8        | 1188  |